# Percy Fawcett

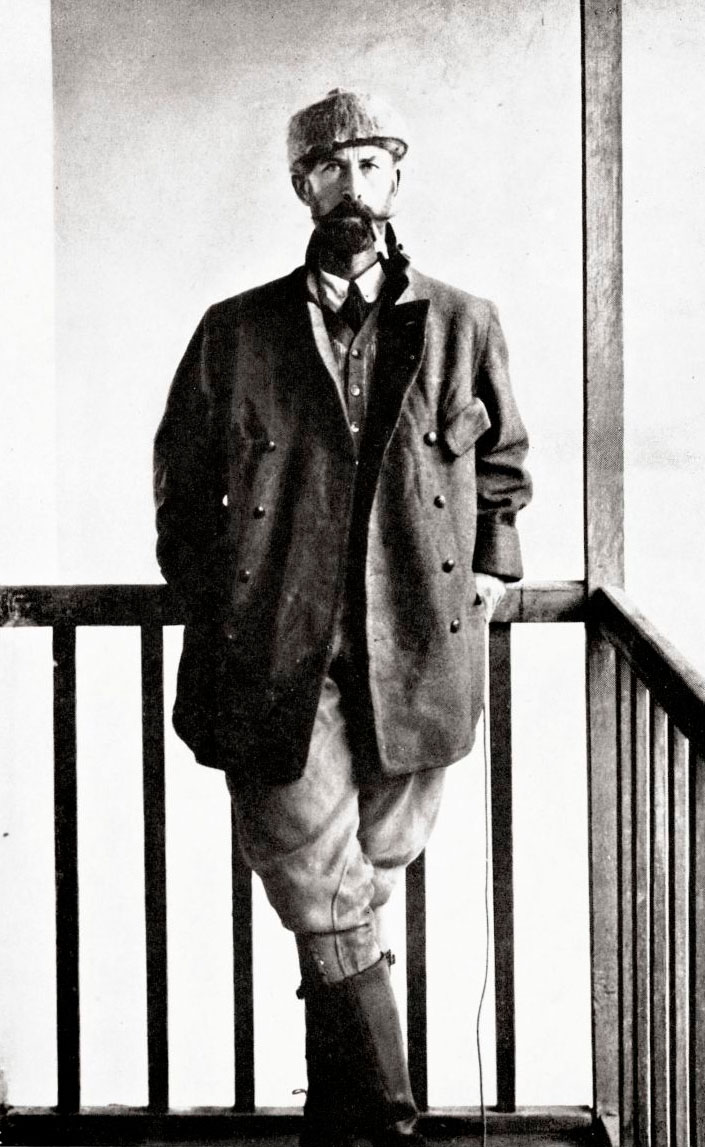
Percy Harrison Fawcett im Jahr 1911 in der peruanischen Stadt Juliaca

Percival Harrison Fawcett (* 18. August 1867 in Torquay; verschollen und vermutlich † im Sommer 1925 am Oberlauf des Rio Xingu) war ein britischer Forschungsreisender, Abenteurer und Ethnologe. Er war zunächst Soldat der britischen Armee und erlernte im Rang eines Oberstleutnants des Secret Intelligence Service (SIS) die Fertigkeit der Landesvermessung. Seine Expeditionen Anfang des 20. Jahrhunderts führten ihn mehrfach nach Südamerika. Der Nachwelt ist er vor allem durch sein spurloses Verschwinden zusammen mit seinem ältesten Sohn während seiner letzten Forschungsreise durch den brasilianischen Urwald in Erinnerung geblieben, was in Großbritannien Anlass zu vielen Spekulationen hinsichtlich seines Verbleibes führte. Dagegen sind seine erfolgreichen früheren Reisen nahezu in Vergessenheit geraten.
Führten ihn seine ersten Expeditionen noch im offiziellen Auftrag in den tropischen Regenwald, um internationale Grenzen und Flussläufe zu vermessen, richtete er sein Augenmerk auf späteren Fahrten – auf Grund von verschiedentlichen Hinweisen – auf die Suche nach einer angeblich im brasilianischen Regenwald versunkenen Stadt (von ihm „Z“ genannt).

## Biographischer Überblick

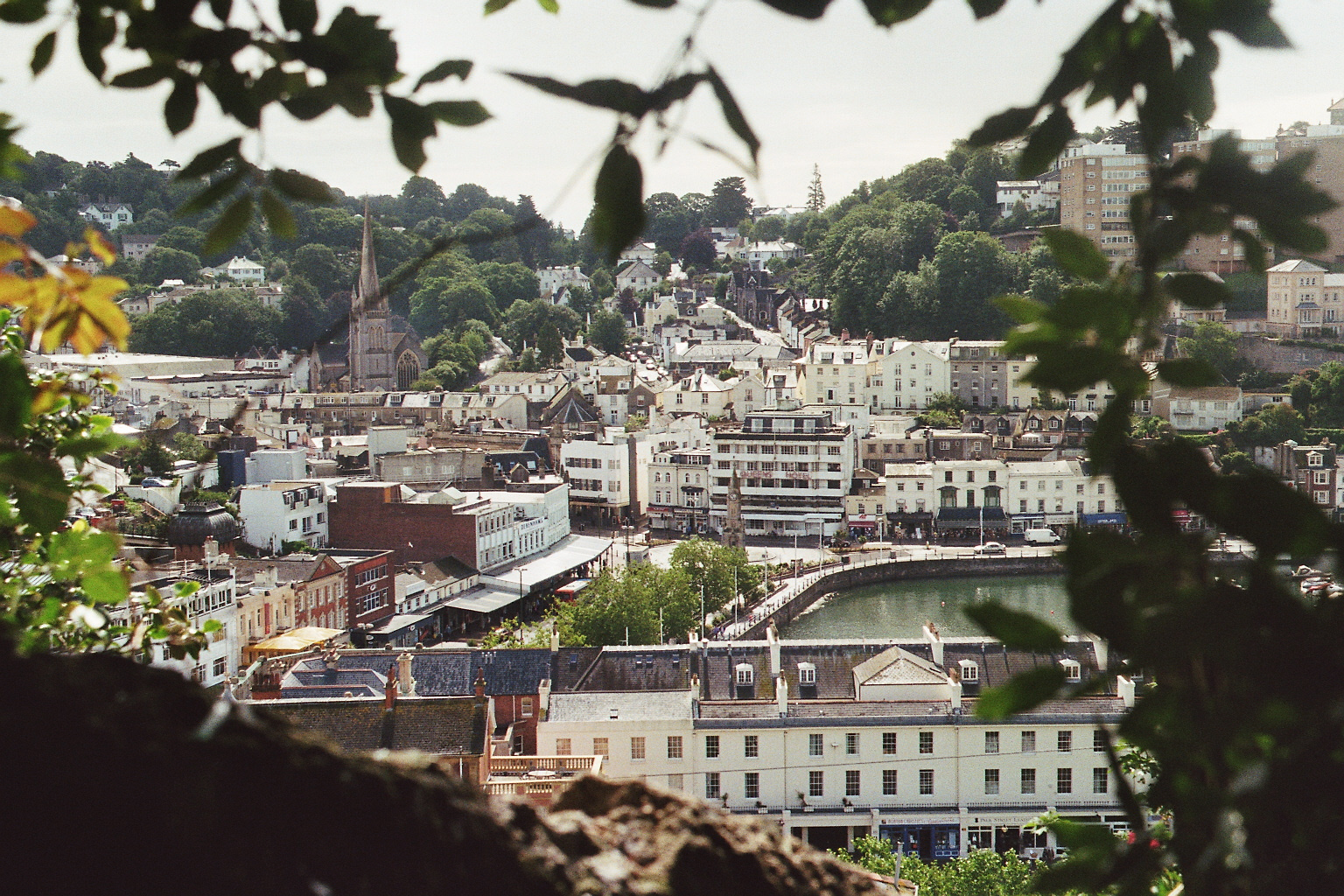
Fawcetts Heimatstadt Torquay

Percy Fawcett kam 1867 als Sohn des in Indien geborenen Edward B. Fawcett und dessen Frau Myra Fawcett in Torquay zur Welt, einer Kleinstadt in der südenglischen Grafschaft Devon. Er selbst beschrieb seine Kindheit später als frei von elterlicher Liebe. Dies erklärt, warum er schon früh versuchte, den familiären Zwängen zu entkommen und selbstständig zu werden. Fawcett besuchte die Schule in Newton Abbot. Sein Vater war Mitglied der Royal Geographical Society (RGS) und versuchte, den Sohn bereits in jungen Jahren für dieses Themenfeld zu interessieren. Dieser jedoch trat zunächst nach dem Schulabschluss im Jahr 1886 dem Royal Regiment of Artillery bei, für das er in Trincomalee auf Sri Lanka stationiert wurde. Dort lernte er seine zukünftige Frau Nina (Nina Agnes Paterson, 1870–1954), die Tochter eines Richters, kennen. Zwar sagte Fawcett der Militärdienst allgemein zu, doch erachtete er ihn mehr als Mittel zum Zweck des Geldverdienens. In der Dekade von 1893 bis 1903 wurde er häufig versetzt, beispielsweise nach England und nach Malta. Anschließend arbeitete der mittlerweile zum Oberstleutnant aufgestiegene Fawcett für den Secret Intelligence Service in Marokko, wo er das Handwerk der Landesvermessung erlernte. Es folgte ein weiterer Arbeitsplatzwechsel nach Hongkong, bevor er nach Sri Lanka zurückbeordert wurde. Dort heirateten Nina und Percy 1901, und ihr erster Sohn Jack (1903–1925) kam gleichfalls dort zur Welt. 1906 wurde Brian geboren, der 1984 starb.
Percy Fawcett pflegte neben seinem Beruf eine enge Freundschaft mit den Autoren Henry Rider Haggard und Arthur Conan Doyle. Im Ersten Weltkrieg diente er auf Seiten Großbritanniens als Soldat an der Westfront im Schützengraben, und im Jahr 1916 verlieh ihm die Royal Geographical Society eine Goldmedaille für seine Beiträge in Südamerika.
Es gibt Medienberichte, dass Fawcett und seine Familie ein Jahr vor seiner letzten Mission in finanzielle Not geraten waren. Mit seiner Familie war er gezwungen, in eine Hütte ohne Strom und fließend Wasser umzuziehen. Ein Verkauf von eigenem Mobiliar sollte die Haushaltskasse aufbessern. Auch seinen Mitgliedsbeitrag von drei englischen Pfund für die Royal Geographical Society musste er schuldig bleiben.

## Forschungsreisen
Um 1900 war das Regenwaldplateau von Mato Grosso in Südamerika eines der letzten noch nicht vollständig vermessenen Gebiete der Erde. Zwischen Bolivien und Brasilien herrschten Grenzkonflikte, da wichtige Rohstoffe wie etwa große Kautschukbaumvorkommen in der Region vermutet wurden. Zur Schlichtung wurde 1906 die Royal Geographical Society als neutrale Partei eingeschaltet, welche das Gebiet vermessen, kartieren und so den endgültigen und anerkannten Grenzverlauf festlegen sollte.
George Taubman Goldie, der damalige Präsident der Society, wählte Fawcett nach einem persönlichen Gespräch als Leiter der Vermessungsexpedition aus, obschon dieser über keinerlei Erfahrung bezüglich Südamerika verfügte. Ausschlaggebend für die Wahl war der Umstand, dass Armeekameraden, ebenfalls Mitglieder der RGS, bei Taubman Goldie vorstellig geworden waren und sich für Fawcett ausgesprochen hatten, der ihrer Meinung nach die für die Expedition benötigte Neutralität und Charakterstärke besaß. Fawcett selbst zeigte sich ob dieser Nachricht enthusiastisch und freute sich auf die Reise, da sie ihm als eine willkommene Abwechslung vom Alltag in der Armee erschien. Mehrere Jahre später ließ er verlauten:
„Das Geheimnis seiner riesigen, unerforschten Wildgebiete machte die Verlockung von Südamerika unwiderstehlich für mich. Das Schicksal bestimmte, dass ich gehe.“
Die Organisation der Reise übernahm die Royal Geographical Society, die sowohl die Ausrüstung bereitstellte als auch Geldgeber anwarb.

### Erste Reise
La Paz – Sorata – Mapiri – Rurrenabaque – Riberalta – Cobija – Xapuri – Villa Bella – Riberalta
Nach einer langen Anreise über New York City, den Panamakanal sowie durch Peru erreichte der Expeditionstrupp im Juni 1906 die bolivianische Stadt La Paz. Zunächst sah es so aus, als sei die Reise bereits dort wieder zu Ende, da sich Fawcett und die britische Regierung nicht über die Kosten der Reise hatten einig werden können und letztere eine Klärung der Lage vor einem möglichen Start verlangte. Nachdem die Probleme behoben worden waren, brachen die zuvor sämtlich von der Royal Geographical Society bestimmten Teilnehmer – Fawcett, A. J. Chalmers, Carlos Dunn sowie acht Tamupasa-Indianer – am 4. Juli in Richtung Norden auf. Als Lastentiere hatte Fawcett Maultiere ausgewählt.
Die erste Station der Expedition auf der von der Royal Geographic Society festgelegten Route war die Kleinstadt Sorata nördlich von La Paz. Von dort aus zog sie weiter Richtung Nordosten und hielt sich dabei an den Mapiri Trail, einen mautpflichtigen Pfad durch den Regenwald. Diesen hatte die aus Deutschland stammende Familie Richter geschlagen, um das auf ihrer Plantage gewonnene Chinin schneller zum Verkauf transportieren zu können. Ab Mapiri, einer Stadt, in der der Großteil der männlichen Bevölkerung betrunken war, was Fawcett sehr schockierte, setzte er die Reise in Booten zunächst stromabwärts auf dem Río Mapiri und anschließend auf dem aus diesem entstehenden Río Beni fort.

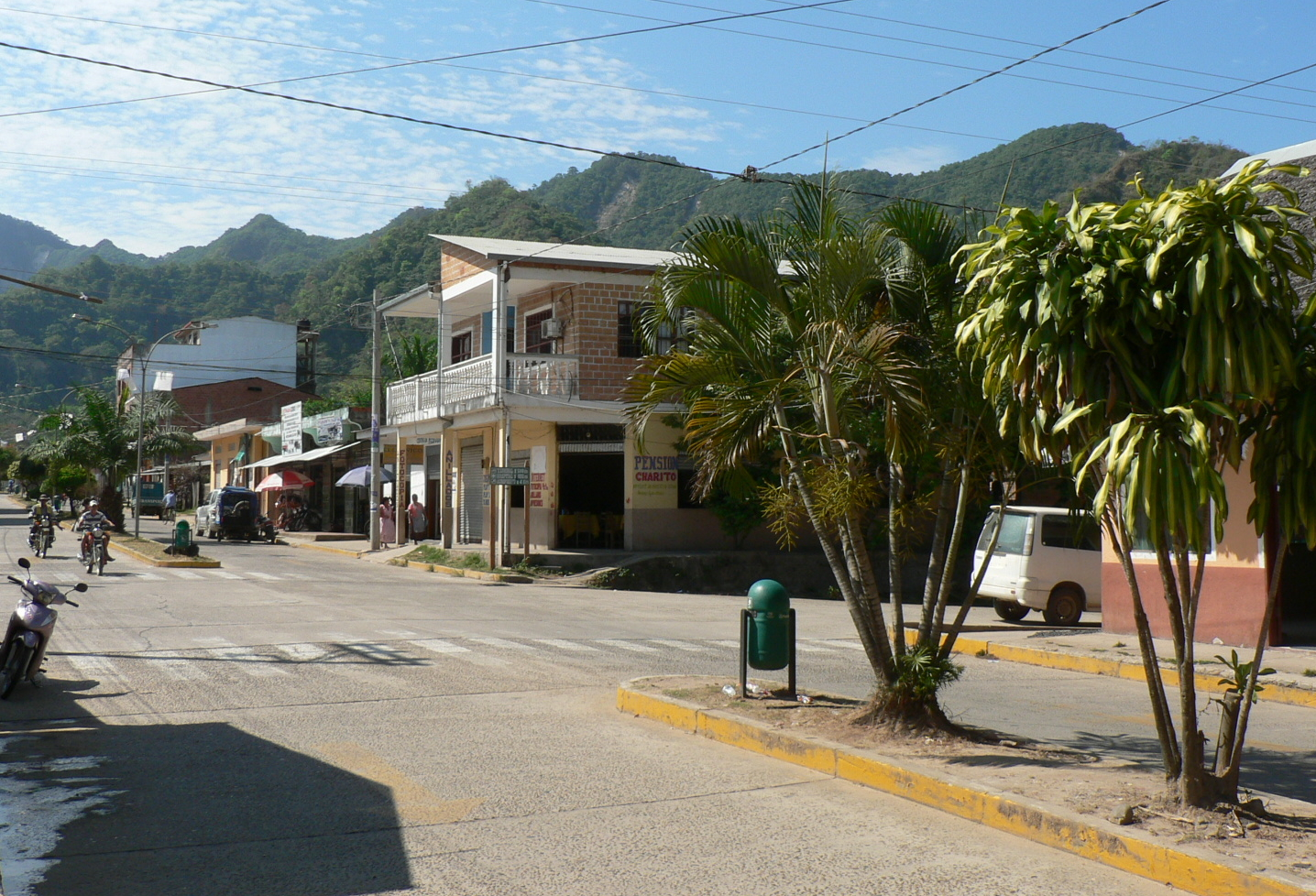
Rurrenabaque – von Fawcett als „trostlose Halde“ bezeichnet

Vierzehn Tage nach der Abreise aus La Paz erreichte die Gruppe schließlich den Ort Rurrenabaque, den Fawcett später als „trostlose Halde“ auf dem Weg in den Regenwald und als „ein Metropolis auf dem Weg raus“ bezeichnete. In der Stadt lagen, anders als abgesprochen, nicht die Vermessungsinstrumente für die Expedition bereit, doch die Briten wurden vertröstet, dass dies im flussabwärts gelegenen Riberalta der Fall sei. Einen Tag nach der Ankunft trafen sie mit zwei Zollbeamten aus La Paz zusammen, die mehrere Postsäcke nach Riberalta bringen sollten. Da alle ein gemeinsames Ziel hatten, entschloss man sich, gemeinsam weiterzufahren. Nach einem mehrtägigen Aufenthalt fuhr die Gruppe am 8. August mit Batelóns, einfachen Holzschiffen, den Fluss hinunter. Ein Batelón maß etwa zwölf Meter Länge und dreieinhalb Meter Breite und hatte einen Tiefgang von ungefähr 90 Zentimetern.
Es gelang den Expeditionsteilnehmern, die gefürchteten Altamarani-Stromschnellen unverletzt zu überwinden. Allerdings schlugen die Boote Leck, so dass sie nach einer 16 Kilometer langen Fahrt an Land gehen und diese ausbessern mussten. Die Reparatur nahm zwei Tage in Anspruch und die weitere Flussfahrt verlief ohne besondere Ereignisse. Die Forscher trieben mit etwa fünf Kilometern pro Stunde flussabwärts und ernährten sich von Affenfleisch, Früchten, Schildkröteneiern und Wildschweinen. Lediglich das Baden im Fluss barg Gefahren, da in diesem Stachelrochen, Zitteraale und Candirus zu finden waren. Vorfälle gab es keine. Als Zeitvertreib dienten die Zeitungen und Zeitschriften aus den Postsäcken, die von den Zollbeamten aus Langeweile geöffnet worden waren.
Zwanzig Tage nach der Abfahrt aus Rurrenabaque, am 28. August 1906, gelangten Fawcett und seine Männer nach Riberalta. Dort fand Fawcett tatsächlich die benötigten Instrumente vor und traf auf sachkundige Offiziere, die über seine Expedition und ihre Bedeutung informiert waren. Riberalta wurde zum Basislager der Expedition. Hier rüstete sie sich aus, um den Vermessungsauftrag auszuführen.
Zusammen mit einem jamaikanischen Koch sowie dem in Bolivien lebenden Schotten Urquhart paddelte die Gruppe um Fawcett von Riberalta aus den Río Orthon und anschließend dessen Quellfluss, den Río Tahuamanu, in südwestlicher Richtung flussaufwärts. Fawcett berichtete später von zahlreichen zum Teil noch unbekannten wildlebenden Tieren, die eine zuvor unterschätzte Gefahr für die Expedition darstellten. So hätten beispielsweise Vampirfledermäuse die Vorräte angefressen, und einem Begleiter, der seine blutbefleckten Hände im Fluss waschen wollte, wurden zwei Finger von Piranhas abgebissen. Er konnte medizinisch versorgt werden. Nach 43-tägiger Flussfahrt gelangte die Gruppe in das Dorf Porvenir. Von dort aus zog sie über Land und durch den Regenwald weiter bis in die nordbolivianische Stadt Cobija. Dort entwickelten sich schnell Probleme im Umgang mit den Einwohnern. Wie sich herausstellte, waren viele der Weißen in der Ansiedlung Gesetzesbrecher, die aus dem Wilden Westen der Vereinigten Staaten nach Bolivien abgeschoben worden waren. Die Expeditionsteilnehmer wurden in einige kleinere Konflikte und einmal in eine durch Alkohol aufgeheizte Schlägerei verwickelt. Die Reisegruppe war gezwungen, über das Weihnachtsfest in Cobija auszuharren. Diese Zeit nutzte Fawcett dazu, die Messdaten für eine Eisenbahnstrecke zu vervollständigen, die Porvenir mit Cobija verbinden sollte.

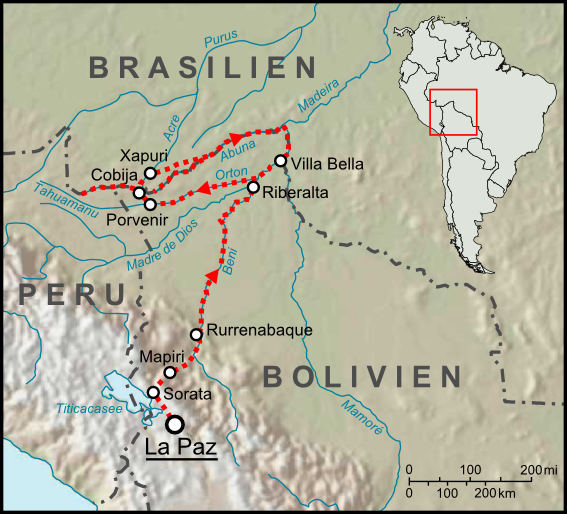
Fawcetts erste Reise

Im Januar 1907 konnte die Reise fortgesetzt werden, und Fawcett fuhr mit seinen Begleitern per Boot den brasilianisch-bolivianischen Grenzfluss Río Acre hinauf, dessen Quelle es zu finden galt. Als Zwischenstation auf der Etappe diente die Ortschaft Yorongas. Fawcett gelang es, den Ursprung des Flusses ausfindig zu machen und so die genaue Lage des Stroms zu kartographieren. Auf dem Rückweg nach Cobija traf die Expedition, so man den Ausführungen Fawcetts Glauben schenken mag, auf eine Sucuriju gigante, eine Riesenschlange, von der einige Wochen zuvor bereits Einheimische Fawcett berichtet hatten. Das Tier schlängelte sich auf das Ufer zu, und Fawcett feuerte mehrere Gewehrschüsse ab, wobei er es dreimal unterhalb des Kopfes traf. Anschließend vermaß er mit einfachsten Mitteln den noch halb im Wasser liegenden Körper und kam auf eine Länge von 20,5 Metern und eine Dicke von etwa 40 Zentimetern, die er in seinem Expeditionsbericht eintrug (andere Quellen sprechen von 19 Metern Länge und 30 Zentimetern Dicke oder 18,9 Metern Länge). Die Schilderung dieser Begegnung brachte ihm nach seiner Heimkehr seitens der wissenschaftlichen Gemeinschaft Hohn und Spott ein, da keiner an die Existenz solch langer Schlangen glauben wollte.
Im Anschluss kehrte die Expedition nach Cobija zurück und wandte sich nordwärts nach der brasilianischen Stadt Xapuri. Fawcett leitete die kleine Gruppe dann weiter in das nordöstlich gelegene Copatara und traf wenig später auf den Río Rappirao, den die Expedition in Batelóns etwas flussabwärts befuhr, bevor man zur Einmündung des Río Abuná gelangte. Diesen noch in keiner Karte eingezeichneten Fluss paddelten die Wissenschaftler stromaufwärts und somit praktisch wieder zurück in die Richtung, aus der sie gekommen waren. Fawcett war der erste Europäer, der den Ursprung dieses Flusses fand. Anschließend reiste er den Río Rappirao stromabwärts bis zur Einmündung in den Rio Madeira, in den er ebenfalls in stromaufwärtige Richtung einschwenkte. Nach wenigen Tagen erreichte Fawcetts Expedition die kleine Ansiedlung Villa Bella.
Schließlich gelangte die Gruppe um den Briten am 20. Mai 1907 zurück nach Riberalta. Von dort jedoch war eine Weiterreise nach La Paz zunächst nicht möglich, da es Transportschwierigkeiten gab. Erst nach einer Wartezeit von mehreren Wochen konnte man Richtung Rurrenabaque aufbrechen. Die folgende Fahrt beschrieb Fawcett später als eine der schwersten, die er je gemacht habe. Man kam erst 45 Tage später, am 24. September, in Rurrenabaque an (auf der Hinfahrt benötigte man für die gleiche Distanz weniger als die Hälfte der Zeit), zudem waren zwischenzeitlich vier Träger an Gelbfieber verstorben. Bei einem kurzen Abstecher in den Río Madidi wäre es darüber hinaus beinahe zu einem tödlichen Unfall gekommen. Hinter einem Felsvorsprung befanden sich unerwarteterweise mächtige Stromschnellen. Während die Besatzung eines Floßes gerade noch rechtzeitig in der Lage war, ans Ufer zu steuern, geriet Fawcett in die Strömung. Der Fluss war an dieser Stelle zu tief zum Steuern mit der Stange, so dass das Floß führungslos in die Katarakte fuhr. Zwar verlor die Gruppe den Großteil der Ausrüstung, doch es waren keine Verletzten zu beklagen, was umso glücklicher wirkt, wenn man sich Fawcetts Äußerungen zu diesem Vorfall vor Augen hält:
„[…] Das Floß schien dort einen Moment zu balancieren, bevor es unter uns wegfiel. Sich zwei- oder dreimal überschlagend als es durch die Luft schoss, krachte das Balsa nieder in die schwarze Tiefe. Zurückblickend sahen wir, wo wir durchgekommen waren. Der Wasserfall war etwa sechs Meter hoch, und wo der Fluss hinabstürzte, verengte sich die Schlucht zu einem bloß drei Meter breiten Durchlass; durch diesen Flaschenhals brauste das enorme Wasservolumen mit unglaublicher Wucht; donnerte hinunter in eine Woge aus braunem Schaum und Felsen mit schwarzen Spitzen. Es mutete unglaublich an, dass wir diesen Mahlstrom überlebt haben konnten.“
Nach den Strapazen der Rückreise besaß der Ort Rurrenabaque in den Augen Percy Fawcetts tatsächlich die „Annehmlichkeiten einer Stadt“. In der Stadt hielt sich die Expeditionsgruppe nicht lange auf und reiste schnellstmöglich weiter. Via Sorata gelangte man zum beschwerlichen Anstieg auf die Hochebenen der Anden. Am 17. Oktober 1907 betrat er La Paz als ein „bärtiger Grobian, von der heißen Sonne fast schwarz gebrannt“.
Diese erste Reise von Percy Fawcett verlief erfolgreich. Die Ergebnisse seiner Arbeiten entsprachen zwar nicht den Erwartungen Boliviens, dennoch wurden sie von beiden am Grenzstreit beteiligten Staaten akzeptiert. Bolivien hatte auf einen größeren Anteil an den Kautschukbaumanbaugebieten spekuliert, sah jedoch ein, dass die Schlichtung durch die Royal Geographical Society ehrlich und unparteiisch verlaufen war, und entschied sich aus diesem Grunde dafür, den diplomatischen Konflikt beizulegen.

#### Verschollene Stadt Z
Während der Reise trug ein Häuptling der Nhambiquara Fawcett die Legende der sagenhaften Stadt Manoa zu, welche die Indianer als steinerne Stadt oder schwarze Stadt beschrieben. Diese Ruinenstadt solle angeblich auf einer Ebene im Mato Grosso nahe dem Rio Xingu verborgen liegen und von dichtem Regenwald und blauen Bergen umgeben sein. Den Ausführungen des Häuptlings zufolge besitze die Stadt Schutzgräben, Statuen, Chausseen und gepflasterte Straßen und werde von einem wilden Indianerstamm, den Suya, bewacht. Darüber hinaus seien dem Häuptling zufolge in der Gegend, in der die Stadt liegen soll, riesige unbekannte Tiere an Seen gesichtet worden. Zum Ende des Gesprächs soll er dem europäischen Forscher einen kleinen und sehr alten Stein ausgehändigt haben, auf welchem das Bildnis eines Mannes eingraviert gewesen sei, der eine römische Toga und Sandalen trägt.
Nach Abschluss der Expedition fuhr Fawcett zurück an die Küste nach Rio de Janeiro. Dort entdeckte er im Staatsarchiv ein aus dem Jahr 1753 datiertes Dokument über portugiesische Seefahrer und Abenteurer, die 1743 ins Landesinnere aufgebrochen waren, um den Regenwald nach Gold- und Silberminen zu erkunden. Statt der Bodenschätze fanden sie angeblich etwas anderes. Der Bericht erzählte von einer
„versteckten und großen alten Stadt, ohne Einwohner, die im Amazonasgebiet entdeckt worden war.“
Die Ruinenstadt sollte demnach in der Serra do Roncador nahe dem Rio Xingu im brasilianischen Mato Grosso liegen.
Fawcett war davon überzeugt, in diesem Bericht die Bestätigung für die Legende der Indianer gefunden zu haben. Er nannte die Stadt zunächst lediglich „Z“.

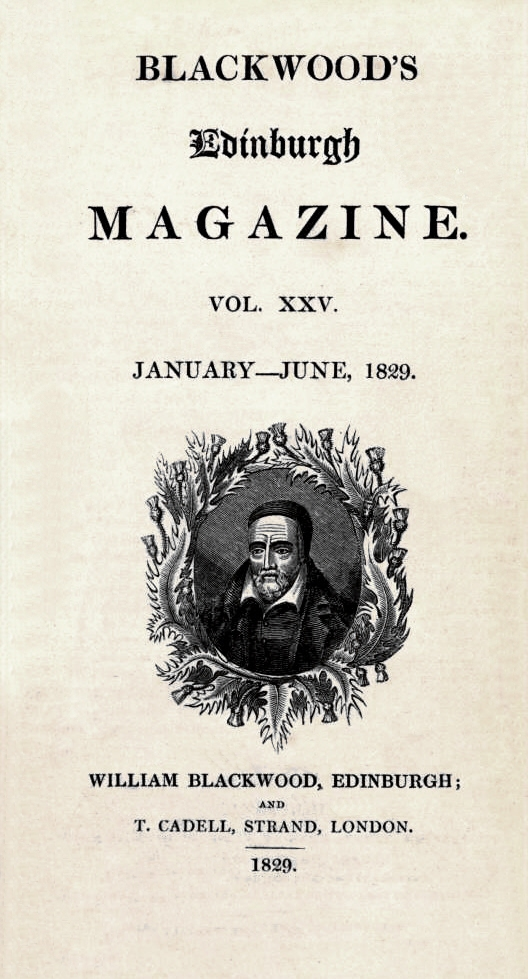
Das Blackwood's Edinburgh Magazine war eine der ersten Zeitschriften, in denen Percy Fawcett seine Ansichten zur Stadt Z öffentlich darlegte

Der Gedanke an die versunkene Stadt sollte ihn nie wieder loslassen. Er forschte neben seiner beruflichen Tätigkeit beständig weiter und stellte eine Unmenge an Hypothesen auf. Vielfach entwickelte er Gedanken anderer Wissenschaftler weiter. So stützte er sich etwa auf Überlegungen des dänischen Zoologen und Paläontologen Peter Wilhelm Lund, führte diese weiter aus und kam zu dem Schluss, dass die Stadt auf dem brasilianischen Regenwaldplateau liegen müsse. Weiterhin forschte er in Schriften von christlichen Missionaren und spanischen Eroberern und meinte, dass die blauäugigen Tolteken von Mexiko aus gen Süden gewandert seien. Er versuchte, seine Ideen auf Tagungen der Royal Geographical Society öffentlich zu machen und sagte etwa auf einer Vorlesung im Jahr 1910:
„Ich habe ein halbes Dutzend Männer getroffen, die schworen, weiße Indianer mit roten Haaren erblickt zu haben. Solche Kommunikation, wie es sie in einigen Teilen mit den wilden Indianern gegeben hat, bestätigt die Existenz einer solchen Rasse mit blauen Augen. Eine Menge Leute im Inneren haben von ihnen gehört.“
Fawcett vertrat die Ansicht, dass diese europäisch anmutenden Indianer, die noch nie Kontakt zu Europäern gehabt haben, die Nachfahren einer untergegangenen Hochkultur waren, die Z bewohnte. Er nannte dieses antike Ursprungsvolk Tapuyas.
Bei einem berühmt gewordenen weiteren Vortrag vor der Royal Geographical Society im darauf folgenden Jahr argumentierte er:
„Ich habe auf die Erzählungen angespielt, die den Forscher erwarten, sollte er die Flüsse verlassen und von den Gummi-Distrikten wegkommen in die entlegeneren Wälder. Sie sind nicht übertrieben. Da sind merkwürdige Tiere und bizarre Insekten für die Naturforscher und Gründe jeder Art, die Existenz mysteriöser, weißer Indianer nicht als Mythos abzutun. Da sind Gerüchte über Waldpygmäen und alte Ruinen. Überhaupt nichts ist bekannt von dem Land einige hundert Yards jenseits der Flussufer. Da sind Fährten von merkwürdigen Tieren, riesig und unbekannt, im Schlamm der Ufer dieser Seen hinter den unbekannten Wäldern des bolivianischen Caupolican. […] Ich könnte den Appetit der Romantiker mit mehr kitzeln; aber es ist nicht definitiv genug, um solch einen Ruf vor den ungläubigen Leuten, die zu Hause sitzen und denken, dass sie alles wissen was es über die Welt zu wissen gibt, auf Grund der Geschichten eines Reisenden rechtfertigen zu können. […] Die Tapuyas sind anständig wie die Briten. Sie haben Hände und Füße, die klein und grazil sind. Man findet sie im Osten von Brasilien. Sie sind Flüchtlinge einer älteren und sehr großen Zivilisation. Ihre Gesichtszüge sind von großer Schönheit, und sie haben weißes, goldenes und goldbraunes Haar. Ihre Fähigkeit der Goldverarbeitung und des Edelsteinschnitts ist von hohem Grad. Sie trugen Diamanten und Ornamente aus Jade.“
Laut Fawcett waren auch die Inka Nachkommen der Tapuyas. In der britischen Zeitschrift Blackwood’s Edinburgh Magazine kündigte er daraufhin etwas zu vorschnell an, dass er die Entdeckung von Ruinen erwarte, die noch älter seien als die ägyptischen Pyramiden.

#### Rio-Verde-Zwischenexpedition
Asunción – Corumbá – Puerto Suárez – San Matías – Vila Bela da Santíssima Trindade
Nach dem Abschluss der ersten Expedition kehrte Fawcett in seine Heimat Großbritannien zurück. Zunächst war er glücklich, wieder im Kreise seiner Familie zu sein, doch schon bald plagte ihn das Fernweh. In späteren Gesprächen äußerte er, dass ihn die Melodie einer Grammophonplatte an den Lauf des Río Acre erinnert und ihn noch weiter in seinem Wunsch bestärkt habe, erneut nach Südamerika zu fahren:
„[…] langsamer Fluss wie flüssiges Gold im Schein des Sonnenuntergangs. Die bedrohlichen dunkelgrünen Wände des Waldes kamen heran. Unerklärlich – erstaunlich – Ich wusste, dass ich diese Hölle liebte. Ihr teuflischer Griff hatte mich gefangen.“
So erklärte sich Fawcett freiwillig bereit, für die Royal Geographical Society den exakten Grenzverlauf zwischen Bolivien und Brasilien in der Region um den Lago Caceres zu vermessen. Am 6. März 1908 verließ er gemeinsam mit dem britischen Offizier und Mitglied der Grenzfestlegungskommission F. G. Fisher per Schiff die englische Hafenstadt Southampton.
Man legte in Buenos Aires an und gelangte in die paraguayische Hauptstadt Asunción. Von dort aus fuhr Fawcett mit seinem Begleiter auf Booten den Río Paraguay flussaufwärts. Schließlich erreichte er Corumbá im Feuchtgebiet Pantanal, von wo aus die Touren zum See – etwa in das nahe, westlich gelegene bolivianische Dorf Puerto Suárez – beginnen sollten. Fawcett zeigte sich überrascht ob der enormen wirtschaftlichen Kluft zwischen Bolivien und Brasilien und freute sich über die zivilisierte Natur der brasilianischen Siedlungen im Vergleich zu jenen „gottvergessenen Städten“ am anderen Ufer des Flusses.

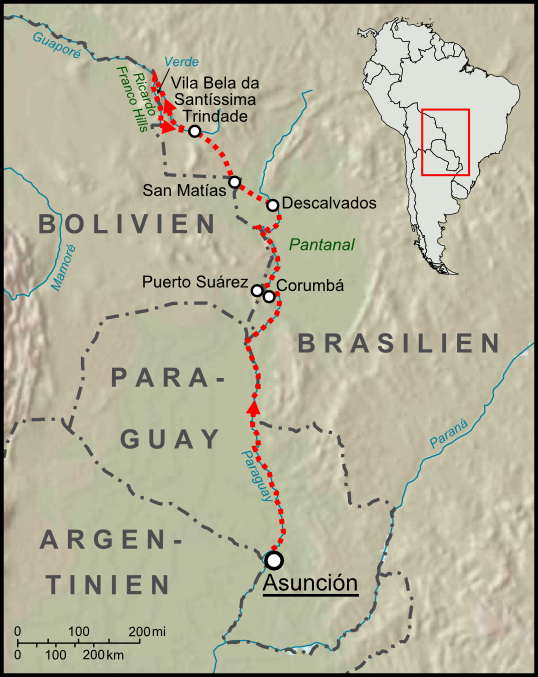
Die Rio-Verde-Zwischenexpedition

Die Arbeit am Lago Caceres war bereits im Juli, also relativ schnell, beendet, was vor allem darauf zurückzuführen war, dass es keinerlei Schwierigkeiten oder wetterbedingte Unterbrechungen gab. Aus diesem Grunde wurde Fawcett angeworben, zusätzlich noch den Rio Verde, einen kleinen Grenzfluss zwischen Bolivien und Brasilien, zu vermessen. Dieser war in den Karten von 1873 fehlerhaft auf Verdacht eingezeichnet worden, nachdem man seine Mündung gefunden hatte. Seinem Lauf gefolgt war allerdings noch niemand. Fawcett empfand die Aufgabe als willkommene Abwechslung von der nüchternen zugewiesenen Arbeit und vertrat die Ansicht, dass eine wirkliche Entdeckungsreise wesentlich ansprechender sein würde. Ein britischer Konsul warnte zwar:
„Er wird niemals zu Fuß erforscht werden. Viele Expeditionen sind dorthin aufgebrochen, nur um verloren zu gehen“,
doch Fawcett ließ sich nicht von seinem Vorhaben abbringen und begann die Expedition mit Fisher, Urquhart sowie sechs einheimischen Trägern vom Stamme der Parecis.
Zunächst reiste die Gruppe auf dem Río Paraguay weiter flussaufwärts bis nach Descalvados, um von dort über Land weiter Richtung Nordwesten zu ziehen. Via San Matías in Bolivien erreichte Fawcett das Dorf Casal Vasco, gelegen an einem Nebenfluss des Rio Guaporé. Von nun an kam die Expedition schneller voran, da sie den Strom flussabwärts befahren konnte, und schon bald befand sie sich auf dem Rio Guaporé selber. Nach einem mehrtägigen Halt in Vila Bela da Santíssima Trindade setzte die Expedition ihre Fahrt in Einbäumen auf dem Fluss fort und fuhr bis zur linksseitigen Einmündung des Rio Verde. Dort schlug die Gruppe erstmals ein Lager auf. Parallel zum Rio Guaporé zogen sich zwischen Vila Bela da Santíssima Trindade und dem Rio Verde die Ricardo Franco Hills, eine 120 Kilometer lange Tafelbergkette, deren Gipfel so eben waren, dass sie „vom Käsemesser eines Riesen hätten geschnitten sein können“.
Fawcett war fasziniert von den Tafelbergen und sinnierte in seinem Reisebericht:
„Zeit und der Fuß des Menschen hatten diese Gipfel nicht berührt. Sie standen wie eine verlorene Welt, bewaldet bis zu ihren Spitzen, und die Phantasie vermochte sich dort die Überreste eines lange vergangenen Zeitalters auszumalen.“
Ursprünglich hatte Fawcett geplant, den Fluss stromaufwärts zu befahren. Es bedurfte jedoch einer Umdisponierung, da sich die Expedition mehreren Stromschnellen gegenübersah, über die die Boote nicht hinübergezogen werden konnten. Daher mussten diese aufgegeben werden. Die Forscher waren gezwungen, ihre Lasten zu minimieren, und so beschloss Fawcett, einen Großteil seiner Ausrüstung sowie 60 Sovereigns im Wert von etwa 300 US-Dollar in Metallkästen zu vergraben. (Mehrere Jahre später erfuhr der Brite, dass man diese vergrabenen Kästen als Grünen Schatz bezeichnete. In den Erzählungen der Öffentlichkeit wuchs die Menge der Sovereigns schnell auf 60.000, und Fawcett war amüsiert darüber, dass nirgendwo berichtet wurde, dass er die Kästen nach Beendigung der Forschungen wieder ausgegraben hatte. Er tat diesen Umstand jedoch auch nicht kund, da er meinte, die Geschichte könnte Schatzjäger animieren.)
Die neun Expeditionsteilnehmer brachen am 15. September 1908 vom Lager aus auf und wanderten dem Wasserlauf folgend flussaufwärts. Acht Tage später, am 23. September, änderte sich die Landschaft. Das Flusswasser, das zuvor klar und genießbar gewesen war, färbte sich grün und nahm einen bitteren Geschmack an. Fawcett stellte anhand von Proben fest, dass die Färbung durch ein verstärktes Algenwachstum verursacht wurde. Es ist anzunehmen, dass der Fluss aufgrund dieser Farbgebung seinen Namen erhielt. Im algigen Wasser kamen nahezu keine Fische mehr vor, und auch die Wildtiere, die am Unterlauf des Rio Verde noch zahlreich an seinen Ufern lebten und von der Gruppe gejagt wurden, verschwanden. Nach kurzer Zeit waren die Lebensmittelvorräte der Forscher aufgebraucht. Zehn Tage lang ernährten sie sich nur von Honig, Palmnüssen und Vogeleiern, bevor sie am 3. Oktober die Quelle des Flusses und damit das Ziel ihrer Reise ausfindig machen konnten. Sie vermaßen und kartographierten den Ort.
Für den Rückweg nach Vila Bela da Santíssima Trindade wählte Fawcett eine kürzere und direktere Route, die in östlicher Richtung über die Tafelberge führte, da er die Ansicht vertrat, die Expeditionsteilnehmer würden es nicht überleben, ohne Nahrung den gesamten Flusslauf wieder flussabwärts zum Lager wandern zu müssen. Auf dem Bergplateau angekommen stellte er jedoch fest, dass es nahezu unmöglich war, auf der Ostseite wieder hinabzusteigen, da die Berge zu steil waren. Die Flanken waren von Schluchten und Canyons durchzogen, die alle nach einigen hundert Metern als Sackgassen endeten. So war die Gruppe gezwungen, mehrere Tage auf den Tafelbergen auszuharren. Nachts sah Fawcett von den Erhebungen aus in der Ferne den Schein der Feuer der Einheimischen.
Die mitgeführten Hunde waren die ersten Opfer des Nahrungsmittelmangels. Einer nach dem anderen verhungerte. Nach einigen Tagen entfernte sich einer der einheimischen Träger von der Gruppe und legte sich zum Sterben auf die Erde. Nur ein nachdrücklicher Stoß Fawcetts mit dem Jagdmesser zwischen seine Rippen bewog ihn zum Aufstehen und Weitergehen. Nach dreizehn Tagen ohne regelmäßige feste Nahrung entdeckte die Gruppe ein großes Säugetier. Fawcett beschrieb es später als Reh; Rehe jedoch kommen auf dem gesamten amerikanischen Kontinent nicht vor. Der Expeditionsleiter schoss das Tier, und die Forscher aßen es nahezu vollständig auf. Gestärkt und mit neuer Hoffnung begannen sie erneut, einen sicheren Weg für den Abstieg zu suchen, und hatten Erfolg. Sie folgten den kleinen Wasserläufen und gelangten schließlich tatsächlich in ein kleines, parallel zum Rio Verde verlaufendes Tal, in dem der Wildtierbestand auf dem normalen Niveau lag und das Trinkwasser eine gute Qualität aufwies. Am 19. November 1908 betrat die Gruppe Vila Bela da Santíssima Trindade. Dort lag bereits ein Glückwunschtelegramm von General Pando (* 1848; † 1917), dem Präfekten des bolivianischen Departamento Beni für Fawcett bereit. Dieser betreute alle Expeditionen des Briten, und es herrschte ein hoher gegenseitiger Respekt zwischen den beiden Männern, was an folgender Stellungnahme Fawcetts über den General beispielhaft deutlich wurde:
„Ein Mann von eindrucksvoller Erscheinung und ausgeprägter Befähigung. Er wusste wahrscheinlich mehr über das Land als irgendeiner seiner Landsmänner. Er war der erste Offizielle, den ich getroffen habe, der wirklich wusste, welche Arbeit für die Kommission benötigt wurde.“
Während Fisher sich erholte, ritt Fawcett mit einem Pferd in das Lager der Parecis-Indianer, um ihnen mitzuteilen, dass fünf der sechs Träger auf der Reise verstorben waren und nur einer namens Pacheco überlebt hatte. Der Forscher legte viel Wert darauf, diese Nachricht persönlich zu überbringen, da er sich für die Teilnehmer der Expedition verantwortlich fühlte. Darüber hinaus dankte er den Einheimischen für ihre wertvolle Unterstützung.
Bei der Rückkehr nach Corumbá wurden Fawcett, Fisher und Urquhart wie Helden gefeiert, und der Expeditionsleiter versprach, im folgenden Jahr wiederzukommen, um die Ergebnisse zu bestätigen. Am 18. November 1908 endete die Rio-Verde-Zwischenexpedition schließlich in Asunción. Nach der Ankunft in England lobten seine Begleiter Fawcetts Führungsvermögen und taten kund, dass ohne seinen festen Charakter, seine Tatkraft und sein Durchhaltevermögen die gesamte Expedition verhungert wäre.
Wie abgemacht, reiste Fawcett zusammen mit Fisher die Route im Jahr 1909 erneut entlang. Sie starteten am 13. Juni und trafen in Vila Bela da Santíssima Trindade mit der brasilianischen Vermessungskommission zusammen. Dieses Mal benötigten sie nur sechzehn Tage, um von der Mündung des Rio Verde zu dessen Quelle zu gelangen. Während der Fahrt auf dem Fluss beziehungsweise der Wanderung am Ufer vermaßen und markierten sie erneut die Grenze mit dem Ergebnis, dass Fawcetts Berechnungen aus dem Vorjahr trotz der widrigen Umstände kaum Abweichungen aufwiesen. Fawcett zeigte sich verwundert ob des Überflusses an Wildtieren im Gegensatz zum vorherigen Jahr und erreichte die Quelle gemeinsam mit dem Brasilianer Lemenha als Erster. Er wies diesen an, auf die anderen Mitglieder der Kommission und Fisher zu warten, während er erneut die Ricardo Franco Hills erklomm. Bei guter Laune beschrieb er im Reisebericht den großartigen Blick vom Plateau, der ihm 1908, in Hunger und Not, kaum aufgefallen sei. Wenig später ereilte ihn die Nachricht, dass das überladene Kommissionsboot gesunken und dabei ein Teilnehmer ertrunken sei, was ihn zu der Klage veranlasste, dass dies „ein würdeloses Auftreten für eine Internationale Grenzfestlegungskommission“ sei.
Die Rio-Verde-Zwischenexpedition verlief durch das Gebiet des heutigen Nationalparks Noel Kempff Mercado im Departamento Santa Cruz im Nordwesten des Landes. Nach der Rückkehr nach Europa beschrieb Fawcett die Landschaft mit den Tafelbergen auf der bereits erwähnten Konferenz der Royal Geographical Society im Jahr 1911 derart detailliert, dass sein im Publikum sitzender Freund und Autor Conan Doyle diese ein Jahr später zu einem der Hauptschauplätze seines Romans Die vergessene Welt machte. Der Titel ähnelte dem Eindruck, den auch der Forscher beim Anblick der Berge empfand.
Erst in den 1940ern wurde offensichtlich, dass Fawcett sich bei der Bestimmung der Quelle des Rio Verde geirrt hatte. 1946 fand Oberst Bandeira einen weiteren Flussarm, der zum tatsächlichen Ursprung führt. Dennoch wurden die Ergebnisse Fawcetts als ein Zeichen guter Freundschaft im Kartenmaterial belassen, da die Abweichungen nur minimal waren. Gleichzeitig wird dies heute als Ehrung für Fawcett durch die bolivianische Regierung dafür angesehen, dass er als erster Forscher erfolgreich den Fluss erkundete.

### Zweite Reise
La Paz – Astillero – Puerto Maldonado – Astillero
Im Frühjahr 1910 beorderte der bolivianische Präsident Eliodoro Villazón Montaño (* 1849; † 1939) Fawcett in die Hauptstadt seines Landes. Diese Reise, die den Briten über die Falklandinseln als Zwischenstation führte, verlief zunächst anders als geplant, denn er und seine Begleiter wurden in Paraguay kurzzeitig von Rebellen festgehalten. Als er schließlich in La Paz ankam, bat Villazón Fawcett, die Grenzregion zwischen Bolivien und Peru nördlich des Titicaca-Sees zu vermessen und damit den lange schwelenden Grenzkonflikt zwischen beiden Ländern beizulegen. Villazón wählte Fawcett, da er von dessen Arbeit in den vorherigen Jahren sehr angetan war. Darüber hinaus vertrat er die Meinung, der Brite verfüge mittlerweile bezüglich der diplomatischen Lage in diesem Gebiet Südamerikas auch über ausreichend Hintergrundwissen und gab aus diesem Grunde Fawcett den Vorzug vor anderen Forschern.
Dieser hatte den unklaren Verlauf des bisher auf keiner Karte eingezeichneten 226 Kilometer langen Heath River (benannt nach dem Naturwissenschaftler, Forscher und Humanisten Edwin R. Heath) zum Anlass. Eine Landkarte von 1810 zeigte die Region nicht sehr akkurat. Bereits im Jahr 1902 hatte man Argentinien gebeten, in der Sache zu vermitteln. Keine der beiden Parteien war jedoch mit dem Ergebnis der Vermittlung zufrieden, und so brach Bolivien seine diplomatischen Beziehungen mit Buenos Aires bis zum Dezember 1910 ab.
Die britische Armee war jedoch nicht bereit, Fawcett die Erlaubnis für eine weitere Expedition in Diensten Boliviens zu erteilen, und so sah sich der Forscher gezwungen, sich zwischen den Expeditionen in Südamerika und dem routinemäßigen Armeeleben in Europa zu entscheiden. Aufgebracht über die – in seinen Augen – Ignoranz und Unflexibilität der Armee trat er kurzerhand vom Dienst zurück.
Wenige Wochen darauf kehrte Fawcett mit seinem Expeditionsteam am 10. Juni 1910 nach La Paz zurück. Zu seinen Begleitern zählten H. C. Costin und H. Leigh, (zwei Unteroffiziere eines britischen Infanterieregiments), Kapitän Vargas, Kapitän Riquelme, ein britischer Armeekapitän, ein Arzt sowie ein älterer Soldat, den alle nur „Gunner Todd“ nannten.

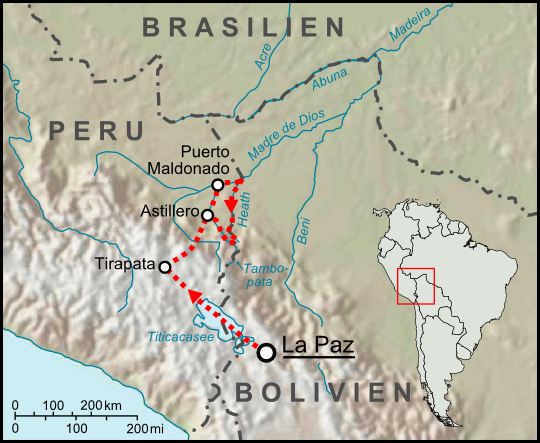
Fawcetts zweite Reise

Zunächst fuhr die Gruppe am 11. Juni per Zug zum Ostufer des Titicaca-Sees und bestieg dort ein Schiff. Nach einer mehr als 150 Kilometer langen Überfahrt fuhr sie erneut mit einem Zug weiter und gelangte in nordwestlicher Richtung nach Tirapata. Während der Schiffsfahrt hatte sie die bolivianisch-peruanische Grenze passiert. Von nun an sollte die Strecke der Expedition nur noch auf peruanischem Staatsgebiet verlaufen.
Von Tirapata aus wandte sich Fawcett leicht nach Nordosten und überquerte in einer mühevollen und teilweise sehr gefährlichen Wanderung die Cordillera Apolobamba. Anschließend reiste er via Santo Domingo am Río Inambari weiter Richtung Norden nach Astillero am Río Tambopata. Dort erhielten die Forscher von zwei Beamten Warnungen bezüglich der angeblich gewaltbereiten Indianerstämme am Heath River. Die Männer vermuteten, dass ihre Reaktionen auf die Ankunft von Unbekannten vermutlich vor allem deshalb so feindselig waren, da sie glaubten, die weißen Männer würden kommen, um Sklaven zu holen. Zwar war die Sklaverei in Bolivien und Peru bereits illegal, doch viele Kautschukbaum-Plantagenbesitzer organisierten oft Touren in den Regenwald mit der Absicht, die Ureinwohner als Sklaven zu entführen und sie als billige Arbeitskräfte auf den Plantagen einzusetzen. Fawcett überging jedoch die Ratschläge, besser umzukehren, und fuhr stattdessen in Booten den Río Tambopata flussabwärts bis zu seiner Mündung in den Madre de Dios. Dort lag die Stadt Puerto Maldonado, in der die Expeditionsteilnehmer für mehrere Tage pausierten. Anschließend ließen sie sich auch von diesem Fluss stromabwärts nach Nordosten tragen und erreichte nach 75 Kilometern die Einmündung des Heath River beim Dorf Puerto Pardo.
Dort war ein Major der Armee über das Vorhaben der Expedition informiert, warnte diese aber ebenfalls vor den Einheimischen:
„Sich in ihre Mitte hinauszuwagen ist purer Wahnsinn.“
Fawcett aber vertrat die Ansicht, dass die Indianer sich freundlich zeigen würden, wenn er und seine Begleiter dies auch täten, und so begann man unter seiner Leitung, den Heath River mit Kanus flussaufwärts zu befahren und die Vermessungen durchzuführen. Der Fluss, der heute die Staatsgrenze zwischen den peruanischen Regionen Madre de Dios und Puno auf der einen und dem bolivianischen Departamento La Paz auf der anderen Seite bildet, entspringt 25 Kilometer nordöstlich der peruanischen Siedlung Marte.
Nach sieben Tagen, in denen sich die Forscher ihrer Arbeit gewidmet hatten, traf die Expeditionsgruppe wie von den Warnern vorhergesagt auf ein Indianerlager der Echoca auf einer Sandbank im Fluss. Doch anstatt feindselig zu reagieren, waren die Einheimischen angesichts der Fremden zunächst nur äußerst verschreckt. Dies wird durch den Eintrag von Fawcett in seinen Forschungsbericht deutlich:
„Hunde bellten, Männer riefen, Frauen schrien und griffen nach ihren Kindern.“
Doch als die Naturwissenschaftler ihre Kanus ans Ufer zogen, schossen die Indianer, die sich inzwischen in die Baumkronen geflüchtet hatten, mehrere Pfeile zur Warnung ab. Fawcett versuchte, sie mit einigen Wörtern in ihrer Sprache, die er gelernt hatte, zu besänftigen, doch seine Bemühungen schlugen fehl. Daraufhin ordnete er an, dass „Gunner Todd“ auf dem mitgeführten Akkordeon spielen sollte, während er selbst mit seinem Flageolett musizieren wollte. Todd tat wie ihm geheißen und sang dazu die Lieder A Bicycle Made for Two, Suwannee River und Onward Christian Soldiers. Nach einigen weiteren Musikstücken sang er in der Melodie des Liedes, das er gerade spielte:
„Sie-haben-alle-aufgehört-auf-uns-zu-schießen“,
was die Indianer natürlich nicht verstehen konnten. Die „Indios“, offenbar ihrer Angst beraubt, kletterten von den Bäumen. Fawcett begrüßte sie und überreichte ihnen kleine Geschenke als Zeichen der Freundschaft. So schenkte er dem Häuptling seinen Stetson-Hut. Er hielt die übrigen Teilnehmer der Expedition dazu an, sich – wie er – geduldig zu zeigen und vorbildlich zu verhalten. So schaffte er es, die Furcht, die Aggressivität und die Sprachbarrieren zu überwinden. Als Gegenleistung für die Geschenke schlossen sich einige der Indianer der Expedition an, was insofern vorteilhaft war, als dass sie über eine wesentlich bessere Ortskenntnis verfügten.
Am 14. September konnte Percy Fawcett die Karte des Heath River an dessen Quelle vollenden. Von San Carlos, einem in der Nähe gelegenen Dorf, folgte man stromabwärts in nordwestlicher Richtung dem Lauf des Río Tambopata über Marte bis zurück nach Astillero. Von dort aus gelangte die Expedition ohne Eile auf der gleichen Route wie auf dem Hinweg zurück nach La Paz.

### Dritte Reise
La Paz – Puno – Juliaca – Apolo
Weder Peru noch Bolivien erklärten sich bereit, die Ergebnisse der Expedition Fawcetts anzuerkennen. Bolivien fühlte sich benachteiligt, da mit großflächigen Gebietsgewinnen gerechnet worden war, die jedoch ausblieben, und die peruanischen Politiker vertraten die Ansicht, dass eine nur von Bolivien ausgestattete und finanzierte Gruppe natürlich im Sinne ihres Unterstützers vermessen würde. Man einigte sich jedoch darauf, mit Vertretern beider Staaten eine Tandem-Expedition zu organisieren, bestehend aus je einer Forschergruppe aus jedem Land.
Fawcett war zweiter Leiter der bolivianischen Gruppe, die sich aus wesentlich mehr Mitgliedern zusammensetzte als im offiziellen Expeditionsbericht aufgeführt wurden:
| Name                 | Nationalität                                     | Beruf          | Aufgabe        | Offizielles Expeditionsmitglied |
| -------------------- | ------------------------------------------------ | -------------- | -------------- | ------------------------------- |
| Lino Romero          | Bolivien                                         |                | Leiter         | ja                              |
| Percy Fawcett        | Vereinigtes Königreich Großbritannien und Irland | Oberstleutnant | Stellvertreter | ja                              |
| Gabriel Andrade      | Bolivien                                         |                | Assistent      | ja                              |
| N. N. Costin         | Vereinigtes Königreich Großbritannien und Irland |                | Assistent      | ja                              |
| H. Leigh             | Vereinigtes Königreich Großbritannien und Irland | Unteroffizier  | Assistent      | ja                              |
| Constantino Mariscal | Bolivien                                         |                | Assistent      | ja                              |
| Andrés Salinas       | Bolivien                                         |                | Assistent      | ja                              |
| Mr. Edwards          | Vereinigtes Königreich Großbritannien und Irland | Kapitän        | Assistent      |                                 |
| Mr. Gibbs            | Vereinigtes Königreich Großbritannien und Irland |                | Assistent      |                                 |
| Caspar Gonzales      | Bolivien                                         | Beamter        | Assistent      |                                 |
| Manley               | Vereinigtes Königreich Großbritannien und Irland | Unteroffizier  | Assistent      |                                 |
| Riquelme             | Bolivien                                         |                | Assistent      |                                 |
| Mr. Simpson          | Vereinigtes Königreich Großbritannien und Irland |                | Assistent      |                                 |
| Sr. Vargas           | Bolivien                                         | Kapitän        | Assistent      |                                 |
| Mr. Wilson           | Vereinigtes Königreich Großbritannien und Irland |                | Assistent      |                                 |
|                      |                                                  | Arzt           | Arzt           |                                 |

Man startete Anfang April 1911 in La Paz und zog gen Westen zum Titicaca-See. Diesen überquerte man mit einem Schiff und landete in der peruanischen Stadt Puno an. Anschließend wanderte die Gruppe in nordnordwestlicher Richtung in die nahe Stadt Juliaca. Dort traf sie am 2. Juni mit der sechsköpfigen peruanischen Vermessungsgruppe zusammen.
In den folgenden drei Monaten arbeiteten sich die beiden Expeditionen systematisch nordöstlich ins Hochgebirge der Anden vor und wendeten bei ihren Messungen das Prinzip der Triangulation an. Dieses Verfahren hatte Fawcett bereits auf seinen ersten beiden Reisen benutzt. Via Huancané erreichte man die noch in Bolivien gelegene Grenzstadt Cojata. Fawcett und die anderen Wissenschaftler und Forscher zeigten sich begeistert von den schneebedeckten Gipfeln der hohen Berge, litten jedoch gleichzeitig an der Kälte, an Sonnenbränden und der Höhenkrankheit. In Cojata stieß ein Korrespondent der bolivianischen Tageszeitung El Diario zu den beiden Vermessungsteams. Seine Reportagen bestätigten zu weiten Teilen Fawcetts Beschreibungen eines diplomatischen Sumpfes, der aus Verweigerung der Zusammenarbeit sowie beiderseitigem Misstrauen bestand. So schrieb der Reporter etwa:
„Unser technisches Team hat vom Palomani Peak bis Huaycho kartographiert, während, wie uns Fawcett bestätigt, die Peruaner, wenn überhaupt, wenig getan haben. Fawcett hat akkurate Triangulationen über fast 50 Leugas durchgeführt. In drei Monaten hat die peruanische Kommission sieben abgedeckt.“
oder
„Ich muss verkünden, dass die Kommissionen für keinen Moment in Übereinstimmung oder zusammen gearbeitet haben.“
Im Suchestal kam es schließlich zu einem offenen Streit zwischen Fawcett und Joseph A. Woodroffe, dem Leiter der peruanischen Gruppe. Fawcett warf ihm unrechtmäßige Grenzmanipulationen vor. So beschuldigte er ihn etwa, einige der nummerierten Steinhaufen zerstört zu haben, die er zuvor errichtet hätte. In einem Brief kritisierte Fawcett:
„Als ein englischer Offizier sollte er sich nicht zu einer solch inkorrekten Prozedur verleiten lassen.“
Woodroffe entgegnete, dass die Steinhaufen sowieso lediglich provisorisch aufgeschüttet worden seien und argumentierte:
„Die bolivianischen Indianer belustigten sich daran, unsere Steinhaufen abzuräumen, sobald wir sie auftürmten – zerstört mit der stillschweigenden Duldung durch die andere Kommission.“
Durch die Berichte des Zeitungskorrespondenten über diese Konflikte verschlechterte sich das diplomatische Klima zwischen beiden Staaten noch, anstatt sich zu verbessern, was ja eigentlich das Ziel der länderübergreifenden Vermessung gewesen war.
Der andauernden Debatte überdrüssig geworden, entschied sich Percy Fawcett dafür, über die Grenze in die bolivianische Siedlung Pelechuco weiterzuziehen. Die Peruaner stimmten zu, und so überquerte man die steile Cordillera Apolobamba über etwa den gleichen Pfad, den Fawcett bereits im vorherigen Jahr benutzt hatte. In Pelechuco lud ein dort lebender Deutsch-Bolivianer namens Carlos Franck sämtliche Mitglieder beider Vermessungsexpeditionen – immerhin 24 Personen – ein, sich auf seinem Gutshof zu erholen. Das Angebot wurde angenommen, und so blieb man für einige Tage Francks Gast.

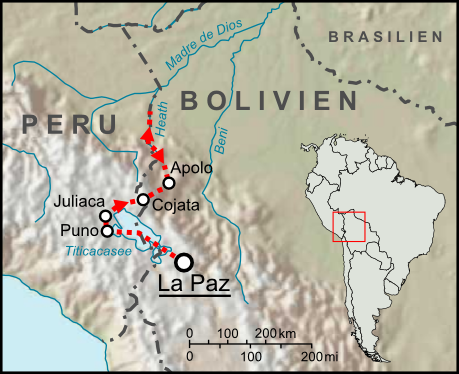
Fawcetts dritte Reise

Von Pelechuco aus wandte man sich nach Süden und stieg erneut in die Cordillera de Apolobamba, um das kleine grenznahe Dörfchen Curva zu erreichen. Nachdem die dort nötigen Vermessungsarbeiten abgeschlossen waren, kehrte Fawcett, der mittlerweile der inoffizielle Leiter der Expedition war, um, ging abermals in Richtung Norden und machte sich an den langsamen Abstieg, wobei man denselben Weg wie für den Hinweg benutzte. Man erreichte das nördlich von Pelechuco gelegene Dorf Queara. Von dort reiste man nach Nordosten bis nach Mojos. Die nächste in östlicher Richtung gelegene Siedlung war Plata.
Ab Plata begaben sich die beiden Gruppen südöstlich über Santa Cruz del Valle Ameno auf eine abschüssige Route, die Fawcett als die schlechteste der zahlreichen miserablen Straßen Boliviens erachtete. Später erklärte er, man habe sie nur gewählt, weil sie die kürzeste Verbindung dargestellt habe. Zwölf der als Lastentiere mitgeführten Maultiere starben an den Abhängen. Im Tal lag die alte Missionarsstadt Apolo, die sich den Forschern als ärmlich, verwahrlost und von einem Fieber geplagt präsentierte, was nicht dazu beitrug, Fawcetts Eindruck des tropischen Bolivien zu verbessern. (Es gibt jedoch Quellen, die Apolo zur damaligen Zeit wesentlich florierender und geschäftiger beschreiben, als Fawcett dies tat.) In Apolo lebten Fawcett und die anderen bei dem aus England stammenden Henry Flower, der ebenso wie Carlos Francks mit seiner Familie aus dem Rubber Boom Profit schlug. Am 12. Oktober 1911 brach in der Stadt ein Feuer aus, das sich, angefacht vom trockenen Höhenwind, schnell zum Großbrand entwickelte und binnen einer Woche sämtliche Holzhäuser der indigenen Bevölkerung zerstörte, die Ernte vernichtete sowie viele Nutztiere tötete. Bei der Explosion einer Schnapsbrennerei loderten die Flammen bis zu 30 Meter hoch in den Himmel. Die einzigen Gebäude, die die Feuersbrunst überstanden, waren die Steinhäuser der Europäer, und schon bald beschuldigten die Betroffenen Flower, den Brand gelegt zu haben, was dieser bestritt. Die Gerüchte hielten sich jedoch noch über viele Jahre. Ein Großteil der Bevölkerung Apolos zog in der Aussicht auf bessere Zukunftschancen nach Pelechuco oder La Paz.
Der britische Unteroffizier Manley, einer der Assistenten der bolivianischen Vermessungsgruppe, entschied sich dafür, mit einigen europäischen Naturforschern nach Santa Cruz del Valle Ameno zurückzukehren. Die anderen reisten nach Nordwesten und erreichten nach einer langen, durch starken und anhaltenden Regen behinderten Wanderung via Boturo, Playa Paujl und Asuriama schließlich die Quelle des Heath River. Die peruanische Gruppe zog sich von der Grenzziehung an diesem Fluss zurück, möglicherweise, weil sie Angriffe durch Eingeborene fürchtete.
So wurde die abermalige Vermessung des Heath River erneut nur durch eine bolivianische Expedition durchgeführt. Allerdings konnte die Aufgabe nicht vollendet werden. Die Gruppe stellte lediglich einen einzelnen Pfosten an der Einmündung des Río Colorado auf, als
„schroffes Relief und undurchdringlicher Wald zur Überzeugung führten, dass diese Karte alles war, was jemals benötigt werden würde.“ und kam überein, dass sich Fawcett im Jahr 1910 nicht geirrt hatte. Seine Karte von damals ist bis heute offiziell akzeptiert.
Ursprünglich hatte Fawcett geplant, nach Beendigung der Arbeiten Richtung Osten durch den Regenwald nach Rurrenabaque zu reisen, da er glaubte, dass in der dortigen Umgebung einige der Ruinen der versunkenen Stadt liegen würden. In San Carlos am Heath River erkrankte jedoch ein Mitglied der Expedition schwer. In seinen Expeditionsberichten kritisierte Percy Fawcett den behandelnden Arzt, der Mitglied der Expedition war, auf Schärfste, ohne ihn jedoch beim Namen zu nennen.
Die Rückkehr nach La Paz kennzeichnete das Ende von Percy Fawcetts Zusammenarbeit mit der bolivianischen Regierung. Der Präsident Eliodoro Villazón Montaño nahm den Rückzug des Briten notgedrungen mit Widerstreben und Bedauern hin, zeigte allerdings Verständnis für dessen Widerwillen, in solch gefährlichen Situationen zu arbeiten.
Das Ergebnis dieser dritten Expedition Fawcetts wurde sowohl von Bolivien als auch von Peru anerkannt. Für letzteren Staat bedeutete dies einen diplomatischen Gesichtsverlust, da die peruanische Gruppe sich geweigert hatte, den Heath River zu vermessen. Um den Vorfall aus internationaler Sicht möglichst klein zu halten und sich keine Blöße zu geben, einigten sich die Vertreter aus Peru darauf, den Grenzvertrag zügig und ohne großes Aufsehen zu akzeptieren. Der Leiter der peruanischen Expedition, Joseph A. Woodroffe, über dessen Verhalten sich Fawcett während der Reise mehrere Male echauffierte, war übrigens ein Angestellter von Julio Cesar Arana, einem berüchtigten peruanischen Kautschuk-Baron. Dieser versklavte die Angehörigen des Stammes der Huitoto auf seinen Plantagen und wurde der Folter bezichtigt. Zur Ausdehnung der Anbaugebiete dürfte er ein Interesse an einer falschen Grenzziehung zugunsten Perus gehabt haben. 1915 veröffentlichte Woodroffe das Buch The Rubber Industry of the Amazon.
Obwohl Fawcett die – in seinen Augen – langweilige Routinearbeit der Vermessung missfiel, war er enttäuscht über den seiner Ansicht nach unzufriedenstellenden Abschluss der Expedition. Er machte sich Vorwürfe und war zudem frustriert darüber, dass, wie bereits in der Armee, erneut die „unnachgiebigen Ketten der Bürokratie“ und die unbefriedigende Leistung seiner Kollegen ihn daran gehindert hatten, seiner eigenen Überzeugung zu folgen und den Heath River doch noch – wie im Jahr zuvor – auf seiner ganzen Länge zu vermessen, was seiner Ansicht nach möglich gewesen wäre.
In den ersten Tagen des neuen Jahres 1912 segelte er zurück nach England und war bestrebt, in Bälde eine private Erkundungsreise nach Südamerika durchzuführen, für die er vor niemandem Rechenschaft ablegen musste und die einzig in seinem eigenen Auftrag stattfinden sollte.

### Vierte Reise
La Paz – Rurrenabaque – Santa Ana del Yacuma – Santa Cruz de la Sierra – La Paz – San Ignacio de Velasco – Santa Cruz de la Sierra – Cochabamba
Seinen Plänen treu bleibend, setzte Fawcett Anfang 1913 erneut nach Südamerika über. Begleitet wurde er von Costin und „Gunner Todd“. Fawcetts Intention war es, in den Anden nach Überresten der angeblichen Inkastadt Paititi zu suchen. Sein Ehrgeiz wurde vor allem dadurch genährt, dass der amerikanische Archäologe Hiram Bingham zwei Jahre zuvor Machu Picchu entdeckt hatte.
Auf dieser Reise folgte Fawcett keiner vorher festgelegten Route, sondern spontanen Eingebungen, Überlegungen und Hinweisen aus der Bevölkerung. Zwar war diese Expedition vornehmlich archäologischen Zielen gewidmet, kann aber gleichzeitig auch als Abenteuerreise bezeichnet werden. Sie erfüllte Fawcett endlich seinen lange gehegten Traum, eigene und ungezwungene Wege zu gehen. Da er nicht in offiziellem Auftrag unterwegs war, traf er auf andere Menschentypen als zuvor. War er auf den bisherigen Expeditionen vorwiegend mit Regierungsbeamten oder Dorfbewohnern in Kontakt gekommen, hatte er nun, als „freier Mann“, auch Augen für andere Bevölkerungsgruppen.
Fawcett zeigte sich während dieser Reise fasziniert vom Lebensstil der oftmals als Eremiten lebenden europäischen Siedler, die sich jeglicher Bequemlichkeiten und dem „künstlichen Leben der Zivilisation“ entsagt hatten und eine „extreme Einfachheit“ in der Wildnis bevorzugten. Seiner Ansicht nach war es Briten schneller möglich, diesen Schritt zu tun, vor allem, wenn sie aus kultivierten Gesellschaftskreisen stammten. Als bestes Beispiel für die Freiheit, die er an Amerika so schätzte und die er selber mit dieser Expedition erreichen wollte, führte er einen ausgestoßenen Texaner auf, der „sich seinen Weg durch Mexiko und Südamerika in einem Schleier aus Geschützrauch gebahnt hatte“.

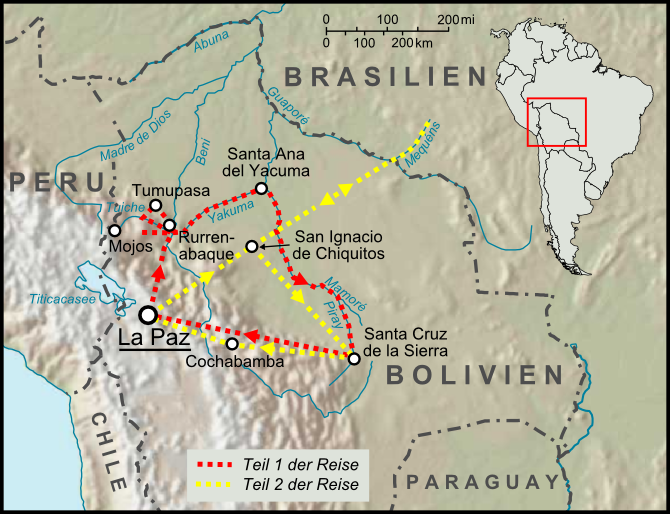
Fawcetts vierte Reise

Nach der Ankunft in La Paz reiste Fawcett nach Rurrenabaque. Die Stadt, in der der aus Texas stammende Goldsucher Ross zur Gruppe dazustieß, war noch genauso geschäftig wie Fawcett sie in Erinnerung hatte. Allerdings zeigten sich erste Anzeichen für ein Nachlassen des Kautschukbooms. Als in Rurrenabaque Nachrichten eintrafen, nach denen in Tumupasa, einem nordwestlich gelegenen Dorf der Tacana-Indianer, mehrere Diamanten gefunden worden seien sollten, machte sich die Expedition auf den Weg, um den beginnenden Diamantenrausch zu dokumentieren. Die Meldungen erwiesen sich allerdings als Fehlinformationen, wie sich in Tumupasa herausstellte.
Von Tumupasa wanderte die Gruppe anschließend in südwestlicher Richtung in die Berge nach Santa Cruz del Valle Ameno, jenem Ort, der Fawcett bereits aus seiner vorherigen Vermessungsunternehmung bekannt war. Um schneller voranzukommen, entschied Fawcett, den Río Tuichi zu befahren, einen linken Nebenfluss des Río Beni. Dabei überging er – wie schon des Öfteren – die Ratschläge der Einheimischen, was sich diesmal als Fehler herausstellen sollte. Wie bereits einige Jahre zuvor verunglückte der Brite mit seinem Boot, in dem auch noch Costin saß, an einer Stromschnelle und überlebte nur mit Glück. Dennoch setzte er die Fahrt auf dem Fluss fort, der einen weiten Bogen beschreibt und 19 Kilometer südlich von Rurrenabaque in den Río Beni mündet. Da die Stadt die nächste Zwischenstation war, liefen sie diese erneut an.
Nach einigen Tagen verließ die Gruppe den Ort und reiste nach Westen in die Anden zur Hochebene um das Dorf Mojos. Diese Tour wurde jedoch bald darauf abgebrochen, da die Expeditionsteilnehmer, die auf einem Ochsenkarren unterwegs waren, in der Nähe des Ortes Potrero von einer Bullenherde angegriffen wurden. Den Forschern gelang die Flucht, nachdem sie einen Bullen erschossen und zwei weitere durch Schüsse verletzt hatten.
Nach diesem Vorfall plädierte Fawcett dafür, in die entgegengesetzte Richtung weiterzuziehen. Seinem Vorschlag schlossen sich die übrigen Mitglieder der Gruppe, Costin, „Gunner Todd“ und Ross, an. Sie überquerten in östlicher Richtung den Río Beni und gelangten zum Río Yacuma, den man stromabwärts bis zu seiner Mündung in den Río Mamoré nahe der Stadt Santa Ana del Yacuma befuhr. Fortgesetzt wurde die Fahrt flussaufwärts auf dem Río Mamoré und somit in südöstlicher Richtung.
Südlich des Dorfes El Combate verließ die Expedition den Hauptstrom und bog in einen seiner linken Zuflüsse ein, den Río Piraí, der sie in die Großstadt Santa Cruz de la Sierra leitete.
Das Weihnachtsfest des Jahres 1913 verbrachten die Abenteurer und Forscher, die bislang nicht einen einzigen verwertbaren Hinweis auf eine verschollene Inkastadt gefunden hatten, in La Paz. Nach dem Ende der Feiertage erkrankte Fawcett schwer an Typhus. Er ärgerte sich über seine eigene Schwäche, da sie verhinderte, dass die Gruppe weiterziehen konnte. Im Zuge des unplanmäßigen längeren Aufenthaltes in der bolivianischen Hauptstadt entschied sich „Gunner Todd“, die Expedition zu verlassen, offenbar aus Frustration über ausbleibende Ergebnisse. Er wurde durch Manley ersetzt, den britischen Unteroffizier, der schon der bolivianischen Vermessungsgruppe im Jahr 1911 angehört hatte.
Nachdem Percy Fawcett seine Krankheit auskuriert hatte, reiste er in Richtung Nordosten nach San Ignacio de Velasco, einer alten Missionarssiedlung, die am Übergang der Ebenen zum Regenwald liegt. In den folgenden Wochen durchquerte er mit seinen Begleitern das Land ostwärts, um zum Rio Guaporé an der Grenze zu Brasilien zu gelangen. Bei einer Fahrt auf einem seiner Nebenflüsse, dem Rio Mequéns, kam es zu einem historischen Treffen mit dem schwedischen Ethnologen und Anthropologen Erland Nordenskiöld, der in Begleitung seiner Frau Olga unterwegs war und sich tief beeindruckt von den Leistungen und dem Eifer Fawcetts zeigte.

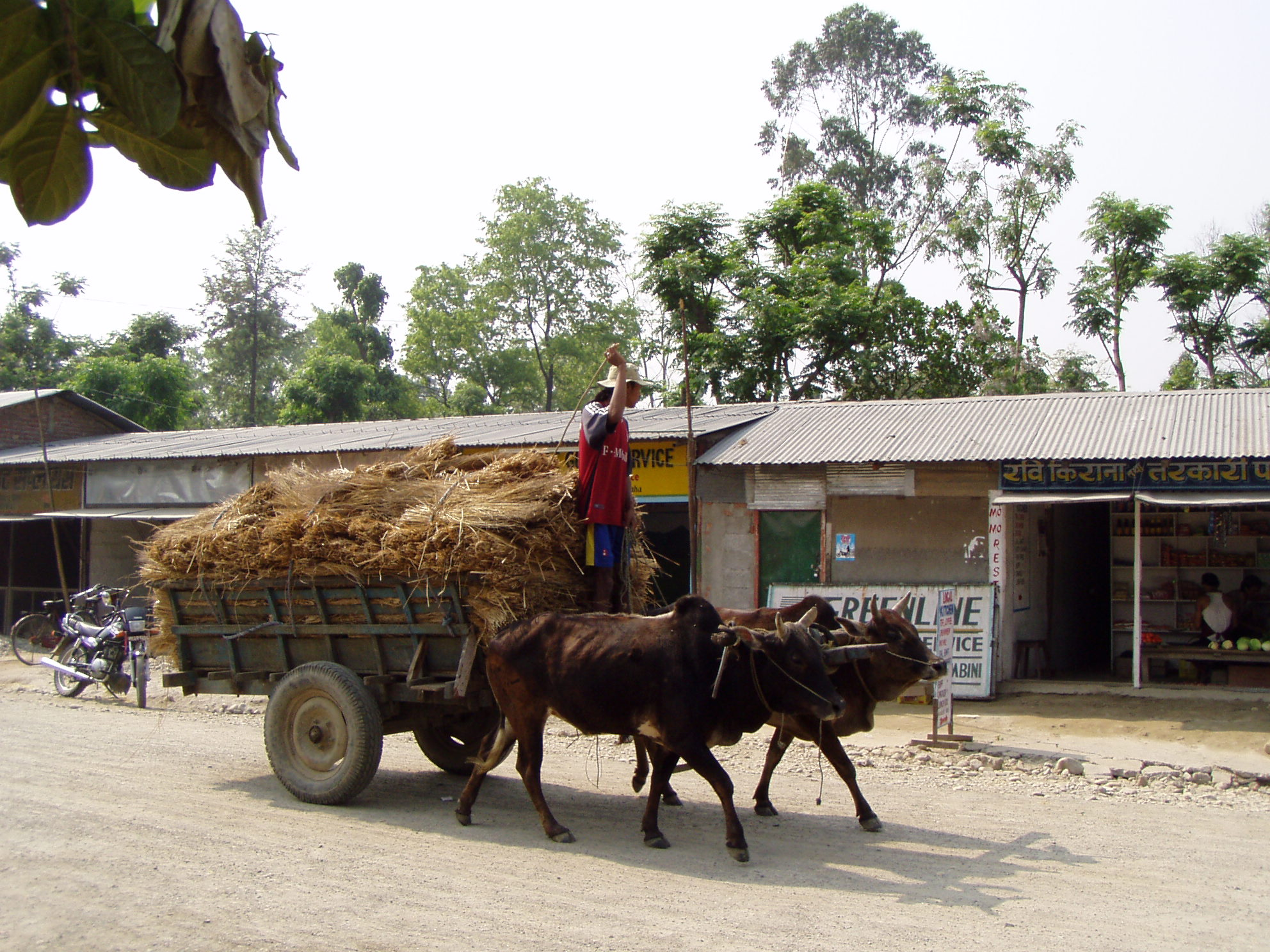
Der Ochsenkarren war über Land das auf dieser Reise am häufigsten benutzte Transportmittel – sofern man nicht wanderte.

Drei Tage nach der Begegnung mit dem Schweden trafen die Männer um Fawcett auf die am Ufer lebenden Maxubi-Indianer. Heute wird gemeinhin vermutet, dass Percy Fawcett der erste Weiße war, der diesen Stamm gefunden hat. Erneut zeigte der Brite gegenüber den Einheimischen Respekt und Bewunderung, wie er es bereits bei den Echoca getan hatte, und empfand die Indianer als sehr edel, gastfreundlich und würdevoll. In seinen Expeditionsberichten notierte er zudem, dass die Siedlungen der Indianer sehr gepflegt und organisiert waren, ganz im Gegensatz zu den oftmals schäbigen Siedlungen der weißen Siedler. Fawcett zeigte Mitgefühl mit den Indianern und beklagte in Stellungnahmen die brutale Art und Weise, in der die Stämme von den Gummifirmen behandelt würden. Er ließ keinen Zweifel daran, dass er die indigenen Gruppen, die vor den Sklavenhändlern und Gummibaronen die Wasserwege hinauf in den Regenwald geflohen waren, jenen überlegen sah, die „zahm und gefügig“ Teil der modernen Zivilisation geworden seien. Obwohl er ein mit der modernen Medizin vertrauter Mensch war und seine medizinischen Grundkenntnisse während der Expeditionen häufig erforderlich waren, war er fasziniert von den Anwendungen der Naturmedizin, die die Indianer praktizierten, und zeigte sich überrascht von der guten heilenden Wirkung beispielsweise von Pflanzenextrakten.
Nach mehreren Monaten mussten Fawcett und seine Begleiter überhastet aus der Region fliehen, nachdem sie von Mitgliedern des Stammes der Maricoxi angegriffen worden waren, als Fawcett sich mit deren Häuptling treffen wollte. So reiste die Expedition im September 1914 zur Missionarsstation zurück, wo sie erfuhr, dass in Europa der Erste Weltkrieg ausgebrochen war. Der Konflikt zwischen den Großmächten äußerte sich auch im Umgang der europäischen Siedler in Südamerika miteinander. So beobachtete Fawcett bei der abermaligen Ankunft in Santa Cruz de la Sierra tiefgehende Spannungen zwischen deutschen und britischen Siedlern, die bei seinem ersten Besuch in der Stadt noch in friedlicher Nachbarschaft gelebt hatten.
Fawcett selbst hatte zwar mit dem Armeeleben gebrochen, da er sich nicht mit dessen Vorschriften und Regularien arrangieren konnte, fühlte sich aber, zumal als Oberstleutnant, nach wie vor dem Vaterland, also dem Vereinigten Königreich von Großbritannien und Irland verpflichtet und war begierig darauf, für dieses an der Front zu kämpfen. Zusammen mit seinen Begleitern reiste er in die westlich von Santa Cruz de la Sierra gelegene Großstadt Cochabamba. Dort traf die Gruppe erneut auf Nordenskiöld, der ebenfalls heimkehren wollte. Percy Fawcett entschied sich für eine Überfahrt über den Pazifik und schrieb sich im Januar 1915 in die Listen der britischen Armee ein.
Aus wissenschaftlicher Sicht verlief diese vierte Reise Fawcetts, die ihn und sein Team ungefähr zwei Jahre lang kreuz und quer durch Bolivien geführt hatte, höchst unbefriedigend, da er weder eine unbekannte Inkastadt noch irgendwelche Hinweise auf eine solche gefunden hatte. Für Percy Fawcett jedoch war die Expedition trotz des offensichtlichen Misserfolges die Mühe wert gewesen, da er sich bewiesen hatte, dass er auch ohne offiziellen Auftrag in der Lage war, ein Forschungsteam über einen längeren Zeitraum zu leiten und zu führen. Zudem war er nur seinen eigenen Wünschen gefolgt und hatte sich die Route von niemandem vorgeben lassen, was er als großen Erfolg für sein Selbstwertgefühl erachtete.
Darüber hinaus sahen die Expeditionsteilnehmer in einem der Dörfer der Maxubi einen rothaarigen Jungen. Da es unwahrscheinlich ist, dass Weiße bereits zuvor dieses Gebiet erkundet haben, fühlte sich Fawcett in seiner These bestätigt, dass es ein verschwundenes höher stehendes Indianervolk gegeben haben muss. In seinen Augen waren auch die physisch eindrucksvollen und fortschrittlichen Maxubi Nachfahren dieser Zivilisation.

### Fünfte Reise
Aus dem Krieg kehrte Percy Fawcett zutiefst desillusioniert zurück. Er hatte mit einem schnellen Ende der Kampfhandlungen und einem klaren Sieg Großbritanniens gerechnet. Stattdessen sah er sich einem Stellungskrieg bzw. einem Grabenkrieg gegenüber, der überhaupt nicht seiner Vorstellung eines Kampfes zwischen Staaten entsprach. Fawcett hatte mit dem traditionellen Bewegungskrieg mit offenen Fronten gerechnet, der jedoch durch die neuartigen Waffentechniken und die aus ihnen resultierenden Materialschlachten unmöglich gemacht wurde. Er hatte auch nicht damit gerechnet, dass sein Heimatland solch herbe Verluste (950.000 Gefallene) erleiden würde. Seiner Ansicht nach hatten alle beteiligten Nationen in dem Konflikt verloren.
In einer Schrift von 1924 beschrieb er die Jahre nach dem Krieg als die miserabelsten seines Lebens. In seinen Augen war Großbritannien im Niedergang begriffen, und der einzige Kontinent, in dem er noch Hoffnung sah, war Amerika. Aus diesem Grunde zog er mit seiner Familie über Jamaika nach Kalifornien in die Vereinigten Staaten, um seinen Kindern eine Ausbildung im „lebensstrotzenden Ambiente der Neuen Welt“ zu ermöglichen.
Unmittelbar nach Ende des Krieges begann Fawcett, Geldgeber für eine weitere Expedition zu werben. Die Reise sollte ihn in das Gongugy Basin im brasilianischen Bundesstaat Mato Grosso führen, von dem er glaubte, dass es der Ursprung der Erzählungen über eine versunkene Regenwaldstadt war. Die Expedition musste jedoch schon nach kurzer Zeit auf Grund von Überschwemmungen, die das Weiterkommen erschwerten, ergebnislos abgebrochen werden.

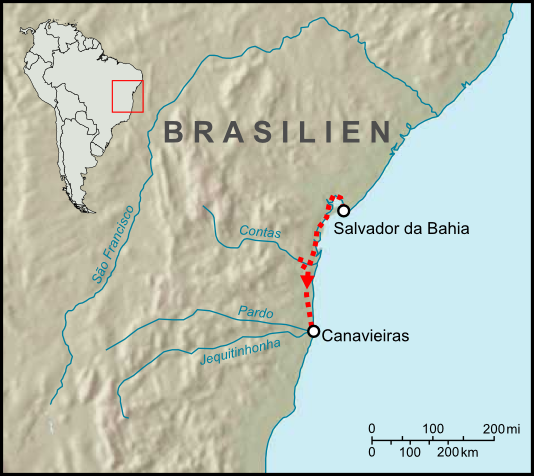
Fawcetts sechste Reise

### Sechste Reise
Salvador da Bahia – Canavieiras
Auch die nachfolgende Expedition stand unter keinem guten Stern. Die Route der Gruppe um Fawcett führte ab Februar 1920 von Salvador da Bahia an der Ostküste Brasiliens Richtung Süden. Man folgte dem Lauf des Rio das Contas zunächst etwas flussaufwärts, bevor es möglich war, diesen zu überqueren. Anschließend wanderte Fawcett die entsprechende Strecke am anderen Ufer wieder flussabwärts, bis er auf den ursprünglichen Pfad traf. Die Reise endete Ende des Jahres 1921 in Canavieiras, einer Kleinstadt an der Mündung des Rio Pardo. Da die Teilnehmer – sechs relativ junge und unerfahrene Forscher, die auch Mitglieder der Royal Geographical Society waren – den unerwarteten Strapazen nicht gewachsen waren, musste die Expedition vorzeitig abgebrochen werden. Während dieser Expedition drang Fawcett nie so tief in den Regenwald vor, wie er es sich erhofft hatte, um die versunkene Stadt zu suchen.

### Siebte und letzte Reise
Rio de Janeiro – São Paulo – Cuiabá – Salvador da Bahia
Mitte der 1920er Jahre plante Fawcett eine weitere Expedition in das Mato Grosso. Auf dieser hoffte er, endlich die versunkene Stadt Z, die er alternativ als Manoa bezeichnete, zu entdecken. Für seine mittlerweile siebte Südamerika-Expedition hatte er zunächst Schwierigkeiten, Geldgeber zu finden. Schließlich gewann er jedoch erneut die Royal Geographical Society sowie zusätzlich die in London ansässige Gruppe The Glove und die North American Newspaper Alliance als Unterstützer. Fawcett ließ verlauten, er habe erfahren, dass die versunkene Stadt mitsamt ihren Statuen vollständig aus Quarz bestehe, was dem Ort in späteren Schriften den Beinamen Kristallstadt einbrachte.
Er wollte lediglich mit einer kleinen Gruppe reisen, da er die Erfahrung gemacht hatte, dass die Eingeborenen einer solchen freundlicher gesinnt waren als umfangreichen Reisetrupps, die in ihr Territorium eindrangen. Aus diesem Grunde wählte Fawcett seinen Sohn Jack (* 1903) sowie dessen Freund Raleigh Rimmel, einen Zeitungsfotografen, als Begleiter aus. Seinen Sohn wollte er langsam an die Arbeit als Vermessungsingenieur heranführen, wie es sein eigener Vater auch schon mit ihm getan hatte. Vor ihrer Abreise verfasste er eine kurze Notiz für die Royal Geographical Society, in der er ihr empfahl, im Falle des Verschwindens der Gruppe keine Rettungsexpedition auszurüsten, da diese womöglich das gleiche Schicksal erleiden würde.

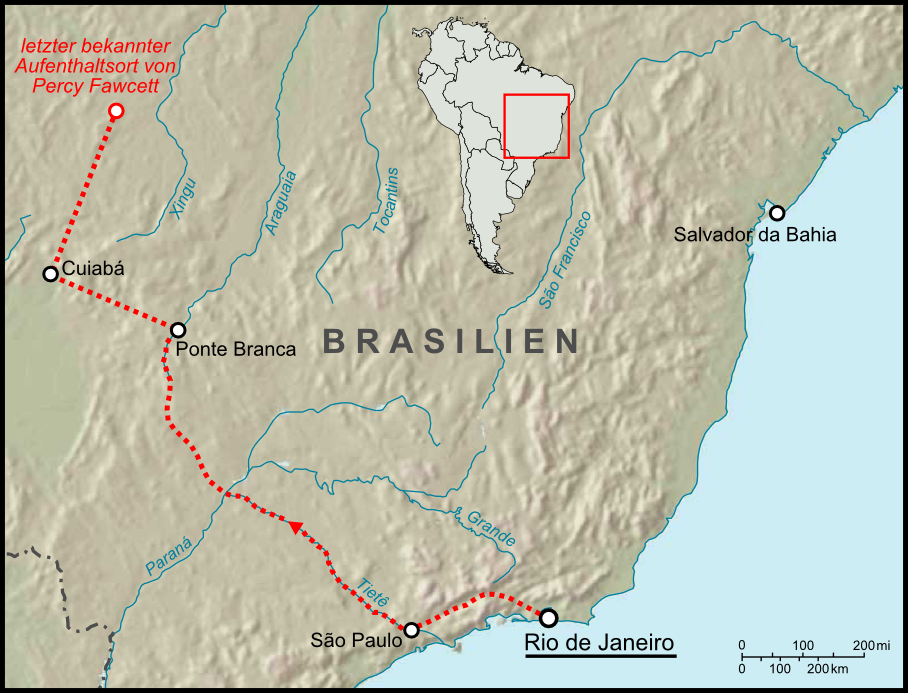
Fawcetts siebte Reise

Von Rio de Janeiro führte Fawcett die Gruppe in einem leichten küstennahen Bogen in westlicher Richtung nach São Paulo und setzte die Reise von dort anschließend mit Booten fort, mit denen man den Rio Tietê flussabwärts befuhr. Nach dessen Mündung in den Río Paraná überquerten die Forscher letzteren und wanderten in nordwestlicher Richtung parallel zum Rio Verde, einem rechten Nebenfluss des Río Paraná, bis sie zur Quelle des Rio Araguaia gelangten. Auf diesem fuhren sie mehrere Tage mit der Strömung bis zur Siedlung Ponte Branca. Dort verließ man den Fluss und zog über Land nach Cuiabá im Westen, der Hauptstadt des Bezirkes Mato Grosso, die als Startpunkt für die eigentliche Expedition dienen sollte. Über diese Stadt hatte sich Fawcett bereits fünf Jahre zuvor, im Jahr seiner fehlgeschlagenen sechsten Reise, im Anschluss an einen Kurzbesuch folgendermaßen geäußert:
„Diese Stadt scheint uns verarmt und rückständig […] Die Bevölkerung war aus Mulatten gebildet und sah sehr arm aus; hauptsächlich weil die Händler sie ausbeuteten. Das wenige Geld, das sie hatte, war bei der Gemeinde und der Kirche geklaut. […] Hier wie in Diamantino im Norden nutzen die Prospektoren die Flüsse aus, aber das Geschäft löste die Kosten nicht mehr aus, und die Prosperitätswelle fiel wieder ab und ließ diese Stadt im kaum besseren Zustand als eine Geisterstadt.“
Am 20. April 1925 verließen die drei Teilnehmer die von Regenwald umgebene Stadt und begannen ihre Expedition. Fawcett plante, nach Norden zu einem Nebenfluss des Rio Tocantins, dem Paranatinga, vorzustoßen. Diesen wollte die Gruppe mit einem Kanu bis etwa zum zehnten Grad südlicher Breite flussabwärts befahren, um anschließend den Regenwald ostwärts Richtung Rio São Francisco zu durchqueren. Enden sollte die Reise in Salvador da Bahia, einer großen Küstenstadt am Atlantischen Ozean. Man packte Proviant für gut drei Wochen ein.
An ihrem Zielort kamen die drei Forscher jedoch nie an. Am 29. Mai 1925 telegraphierte Fawcett vom Dead Horse Camp (11° 43′ S, 54° 35′ W) in einem Brief an seine Frau:
„Unsere zwei Führer gehen von hier zurück. Sie werden immer nervöser, und wir dringen weiter in das Indianer-Land vor. Du brauchst keine Angst vor einem Fehlschlag zu haben.“
Dies war sein letztes Lebenszeichen. Zum Zeitpunkt seines Verschwindens war Percy Harrison Fawcett 57 Jahre alt.

#### Rettungsversuche
Die Royal Geographical Society wartete dem Wunsch Fawcetts gemäß viele Monate auf die Rückkehr der drei Forscher. Erst nachdem ein Fregattenkapitän der United States Navy 1927 im Regenwald Indianer gesichtet hatte, die ein Namensschild einer Kiste Fawcetts als Brosche trugen, wurde eine offizielle Suchexpedition ausgerüstet. Für die Teilnahme an dieser Mission meldeten sich hunderte Freiwillige. Da ihre Zahl zu groß war, brachen sie zum Teil auf eigene Verantwortung in kleinen, privaten Gruppen auf, um Fawcett und seine Begleiter zu retten. Keine einzige dieser Unternehmungen hatte Erfolg.
Die Hauptexpedition, die von Kommandant George M. Dyott – ebenfalls Mitglied der Royal Geographical Society – angeführt wurde, startete im Mai 1928 nördlich von Cuiabá. Gut drei Monate später empfing Vasco Abren, der eine Amateurstation in Rio de Janeiro betrieb, eine kabellose versendete Mitteilung der Expedition:
„Es tut mir leid zu berichten, dass die Fawcett-Expedition im Juli 1925 durch feindselige Indianer gestorben ist, fünf Tage nachdem sie den Kuluene überquert hatte, einen Nebenfluss des Xingu. Wir folgten Fawcetts Spuren erfolgreich, obwohl wir behindert wurden, da wir viel Verpflegung in den Stromschnellen verloren. Die Indianer, die mit Fawcett gegangen waren, willigten ein, uns die Hinterlassenschaften der drei Forscher im Dschungel zu zeigen, aber Komplikationen mit einem anderen Stamm verhinderten unsere Wanderung in die Gegend. Unsere Lage ist kritisch. Wir haben viel gelitten, und unsere Ressourcen schrumpfen. Wir können uns nicht einmal die Zeit nehmen, mehr Details kabellos zu senden. Wir müssen dem Xingu ohne Verzögerung folgen, oder wir selber werden gefangen genommen. Wir haben ernste Probleme mit den Indianern gehabt und einen Konflikt nur mit List abwenden können. Diese Nachricht zu senden, hat uns einen großen Aufwand gekostet, aber sagt unseren Freunden, dass wir auf dem Weg heraus sind, bevor es zu spät ist. Wir hoffen, Pará Anfang Oktober zu erreichen. Dyott“
Nach dem Empfang der Nachricht sendete Abren eine Anfrage zurück, ob es noch weitere Mitteilungen geben werde und erhielt die Antwort:
„Dies wird die letzte kabellose Nachricht sein, da wir gezwungen sind, den Apparat zurückzulassen, wegen seiner untragbaren Last.“
Daraufhin leitete er die Schrift weiter an die North American Newspaper Alliance, die sie am 19. August veröffentlichte. Dyotts Gruppe gelang Ende November 1928 die sichere Rückkehr nach Großbritannien.

## Spekulationen um den Verbleib Fawcetts
Unmittelbar nach der Veröffentlichung dieser Meldung entwickelten sich die ersten Gerüchte um den Verbleib der britischen Expedition, die nicht zuletzt durch Fawcetts Suche nach der geheimnisvollen Stadt und seine warnende und von vielen als vorausschauend angesehene Mitteilung an die Royal Geographical Society im April 1925 genährt wurden.
Im Jahr 1931 berichtete der Schweizer Regenwaldjäger Stephan Ratten, er habe bei Indianern im nordwestlichen Mato Grosso einen großen, älteren Mann mit blauen Augen und langem Bart getroffen, der sich als Oberst der britischen Armee zu erkennen gegeben hätte. Unmittelbar bevor er wieder von den Indianern abgeführt wurde, übergab der Mann, der offenbar ein Gefangener war, dem Schweizer einen Siegelring. Diesen identifizierte Nina Fawcett später als das Eigentum ihres Mannes. Im Anschluss an diese Erfolgsmeldung organisierte der Schweizer eine eigene kleine Expedition, um Fawcett zu befreien, scheiterte damit jedoch. An dem Ort, an dem er dem Oberst begegnet war, traf er weder auf diesen noch auf die Einheimischen. In den darauffolgenden Wochen erkundete er die nähere Umgebung, ohne allerdings weitere Hinweise zu erhalten. Schließlich sah er sich gezwungen, sein Vorhaben auf Grund von Lebensmittelmangel abzubrechen.
Zwei Jahre später, im April 1933, fand man in der Nähe einer Ansiedlung von Bacaari-Indianern in Mato Grosso einen Theodolit, der nachweislich Teil der Ausrüstung der letzten Reisegruppe Fawcetts war. Das Gerät wies noch immer – immerhin acht Jahre nach dem Verschwinden der Gruppe – eine sehr gute Qualität auf, was Nina Fawcett in ihrem Glauben bestärkte, ihr Mann und ihr Sohn seien noch am Leben. So schrieb sie im Februar 1940 in einem Brief:
„Dies ist für mich der Grund, zu glauben, dass Colonel Fawcett noch am Leben war und mit seinen Landvermessungsinstrumenten arbeitete – im Mato-Grosso-Regenwald – bis noch April 1933. Mein Ehemann war also noch am Leben und Arbeiten und hatte wahrscheinlich ein gewisses Maß an Freiheit obgleich unter ständiger Aufsicht des Indianerstammes, der ihn, wie ich glaube, um 1926 oder 1927 gefangennahm und bei dessen Volk er ausharren muss.“
1949 behauptete der deutsche Anthropologe und Metallurge Ehrmann nach der Rückkehr von einer Forschungsreise in das Mato Grosso, die eigentlich nichts mit dem Verschwinden Fawcetts zu tun hatte, er habe im Regenwald einen Stammeshäuptling getroffen, der ihm einen Schrumpfkopf gezeigt habe. Dieser hätte die charakteristischen Merkmale Fawcetts aufgewiesen. Der Häuptling hätte ihm erzählt, so Ehrmann weiter, dass der Brite getötet worden sei, weil er versucht habe, seinen Sohn Jack zu verteidigen, der gegen ein Tabu des Stammes verstoßen habe.

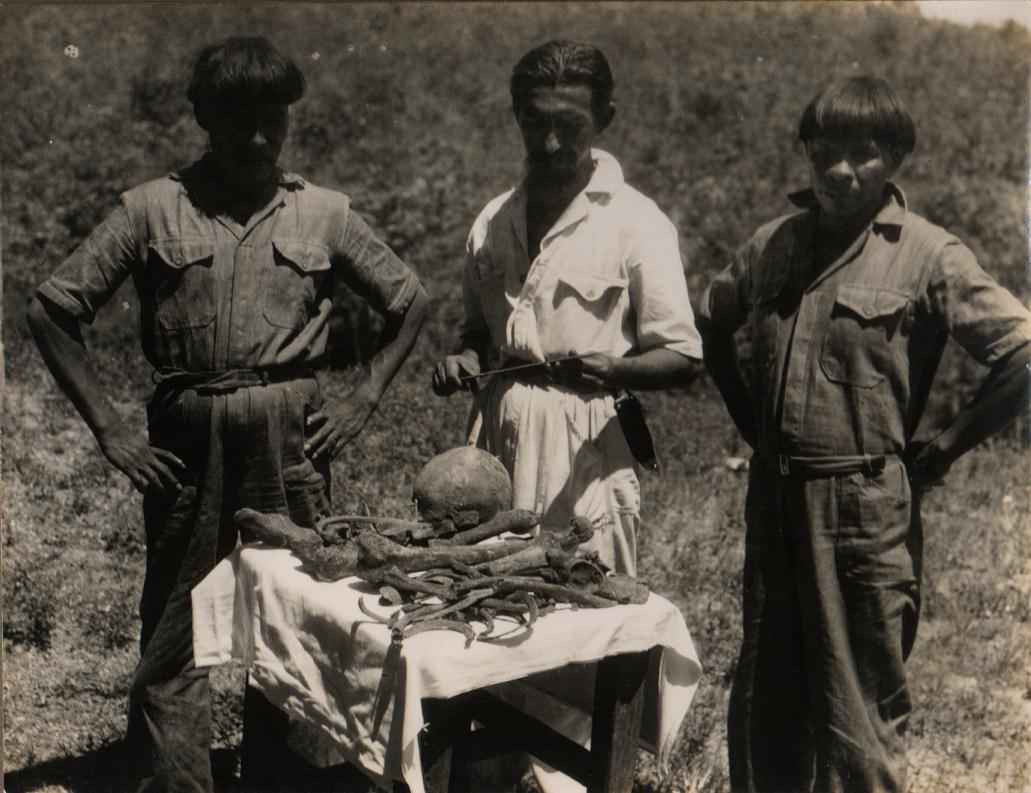
Orlando Villas Bôas (Mitte) mit den 1951 gefundenen Knochen

Im Jahr 1951 erhielt der brasilianische Indioaktivist Orlando Villas Bôas ein Skelett aus dem Mato Grosso. Den durchgeführten Analysen zufolge ließen sich die Knochen zweifelsfrei Fawcett zuordnen, doch dessen jüngster Sohn Brian akzeptierte die Untersuchungen nicht. Villas Bôas warf ihm daraufhin vor, lediglich am Verkauf von Büchern, die das Verschwinden seines Vaters thematisieren, interessiert zu sein. Spätere Studien des Royal Anthropological Institute of Great Britain and Ireland ergaben, dass es sich eindeutig nicht um Fawcetts Knochen handle.
1991 veröffentlichte der dänische Forscher Arne Falk-Rønne ein Buch über das mögliche Schicksal von Fawcett. In diesem erklärte er, in den 1960er Jahren von Orlando Villas Bôas über das angebliche Schicksal der Fawcett-Expedition von 1925 aufgeklärt worden zu sein. Demnach behauptete der Brasilianer, die kleine Gruppe sei ermordet worden. Dies habe er von den beteiligten Einheimischen erfahren. Fawcett und seine Begleiter hätten während einer Flussfahrt eine Panne gehabt und dabei die Mehrzahl der Geschenke verloren, die sie der einheimischen Bevölkerung übergeben wollte. Als sie auf die Kalapalo-Indianer trafen, waren diese äußerst erbost über das unhöfliche Verhalten der Europäer, ihnen keine Geschenke zu überreichen und sahen dies als Verletzung der Ehre. Daraufhin töteten sie die Briten. Die Leichen von Jack Fawcett und Raleigh Rimmel sollen in den Fluss geworfen worden sein. Percy Fawcett, der als älterer Mann höher angesehen war, erhielt eine Bestattung. Falk-Rønne unternahm nach dem Erhalt dieser Informationen eine eigene Reise in das Mato Grosso und berichtete in seinem Buch, dass Mitglieder der Kalapalo-Indianer die Version von Villas Bôas bestätigt hätten.
Fünf Jahre nach der Veröffentlichung des Buches von Arne Falk-Rønne nahmen die Kalapalo-Indianer zwölf Mitglieder einer 16-köpfigen Expedition, die unter der Leitung eines New Yorker Bankers und eines brasilianischen Geschäftsmannes nach Spuren von Fawcett suchte, als Geiseln. Die Abenteurer überstanden die Gefangenschaft jedoch unbeschadet und wurden nach einigen Tagen wieder freigelassen, nachdem sie sich bereiterklärt hatten, den Indigenen ihre Ausrüstung sowie ihre Boote und Jeeps zu überlassen.
1998 stellte der britische Forscher Benedict Allen die Behauptung auf, er habe mit dem Fund einiger Knochen die wirklichen Überreste der Fawcett-Expedition gefunden und geborgen. Zeitgleich bestätigte Vajuvi, der Häuptling der Kalapalo-Indianer, angeblich, dass die von Villas Bôas gefundenen Knochen nicht jene Fawcetts gewesen seien. Außerdem fügte er an, dass sein Stamm mit dem Verschwinden der Briten nichts zu tun gehabt habe.
Insgesamt versuchten bis heute 13 Expeditionen, bei denen etwa 100 Teilnehmer ihr Leben verloren, das Schicksal der beiden Fawcetts sowie Rimmels aufzuklären. Da dies noch nicht mit endgültiger Sicherheit gelungen ist, ranken sich weiterhin die verschiedensten Legenden um deren Verbleib. So existieren Mutmaßungen, Percy Fawcett sei von einer indigenen Gruppe zum Häuptling erklärt worden oder aber er hätte die versunkene Stadt tatsächlich gefunden und in dieser glücklich bis in ein hohes Alter gelebt. Auch berichteten einige der Suchexpeditionen, sie hätten im Mato Grosso blauäugige Indianer gesehen. Dies könnte darauf hindeuten, dass Fawcett und seine Begleiter mit einheimischen Frauen Kinder gezeugt haben. Diese Sichtweise ist jedoch sehr umstritten, denn Fawcett war nicht der einzige Forscher mit blauen Augen, der den Regenwald erkundet hat.
Am wahrscheinlichsten sind noch die Vermutungen, nach denen die Mitglieder der Expedition von wilden Tieren angegriffen und tödlich verwundet wurden oder aber einer Krankheit erlegen sind. Als Indiz für letzteres wird von vielen die Tatsache aufgeführt, dass Jack Fawcett und Raleigh Rimmel schwach und kränklich wirkten, als sie zum letzten Mal gesehen wurden.

## Persönlichkeit
Percy Fawcett galt gemeinhin in der Bevölkerung auf Grund seines Festhaltens am Glauben an die versunkene Regenwald-Stadt als Träumer und Fantast, war jedoch in den wissenschaftlichen Kreisen Großbritanniens dafür bekannt, ein militärisch genauer Beobachter zu sein, der sich in seinen Beschreibungen und Erzählungen niemals zu Übertreibungen hinreißen ließ.
Seine Mitmenschen beschrieben ihn stets als einen „von Natur aus einsamen Wolf“ mit offensichtlich großer Selbstbeherrschung. Diese wird auch daran ersichtlich, dass Fawcett es vorzog, relativ enthaltsam zu leben, und weder Alkohol trank noch rauchte. Er besaß eine unerschrockene Entschlossenheit, Stolz, sowie einen schnellen und proaktiven Verstand und war aufgeschlossen und vorausdenkend, was ihm auf seinen Expeditionen zugutekam und ihn laut der Meinung seiner Reisebegleiter als logischen und natürlichen Leiter der Gruppen auszeichnete.
Der Forscher selber äußerte einmal, dass er – obwohl sein Eheleben ihm helfe, seine Zurückhaltung und Scheu abzulegen, die er noch als junger Mann besessen habe – eine einsame Person sei, die lieber ihren eigenen Weg durch das Leben markiere als konventionelle Pfade zu nehmen.
Im Privatleben war Percy Fawcett den Angaben seiner Ehefrau Nina zufolge ein liebevoller Familienvater. Er interessierte sich neben seiner Arbeit unter anderem für Tintenzeichnung. Als begeisterter Sportler hegte er zudem eine Affinität für das Segeln und Cricket – zwei Sportarten, die er sehr gut beherrschte.

## Öffentliches Wirken
Percy Fawcett legte nie großen Wert darauf, die Öffentlichkeit über seine Arbeit in Südamerika aufzuklären oder sie für selbige zu begeistern. Er veröffentlichte keinerlei Bücher über seine Reisen und zeigte sich auch Interviewangeboten gegenüber in der Regel abgeneigt. Publizierte er dennoch einen seiner seltenen Beiträge in Fachzeitschriften, so behandelte dieser zumeist die Gedanken Fawcetts bezüglich der versunkenen Stadt und nicht die Expeditionen. Für den Forscher war es lediglich von Bedeutung, seine wissenschaftliche Arbeit für die Auftraggeber in befriedigendem Maße zu erbringen, wobei er sich zumeist auch genau an die Vorgaben der Vermessung hielt. Das heißt, dass er keine weiteren Untersuchungen, wie beispielsweise über Flora und Fauna, durchführte, obschon er die Gelegenheit dazu gehabt hätte und diese ihn möglicherweise auch in den Blickpunkt mehrerer anderer Wissenschaftszweige gerückt hätten.
Für ihn persönlich war es irrelevant, welches Bild die britische Bevölkerung von ihm besaß. Er musste jedoch bald erkennen, dass er von Zeit zu Zeit nicht umhinkam, die Menschen über seine Arbeit zu informieren. Wichtig war dies vor allem im Zusammenhang mit dem Werben um neue Geldgeber für weitere Expeditionen. So es sein Militärdienst zuließ, reiste Fawcett deshalb zwecks Präsentation seiner Ergebnisse in den Monaten zwischen den einzelnen Expeditionen gelegentlich durch das Land und hielt Vorträge an Akademien und Universitäten. Wie bereits erwähnt, sprach er mehrere Male vor der Royal Geographical Society, aber darüber hinaus beispielsweise auch vor der Royal Society und auf großen Kongressen.
Im Jahr 1921 verfasste Fawcett einen ausführlichen Bericht über seine bis dato fünf Expeditionen und beschrieb darin in großer Ausführlichkeit die Erlebnisse und Ereignisse im Regenwald und in den Gebirgen in Peru, Bolivien und Brasilien. Es lässt sich heute nicht mehr nachweisen, ob er jemals plante, diesen Bericht zu veröffentlichen und sich somit doch einer breiteren Öffentlichkeit bekannt zu machen. 28 Jahre nach dem Verschwinden seines Vaters bereitete Brian Fawcett den Text literarisch auf und veröffentlichte ihn 1953 unter dem Titel Lost trails, Lost Cities als Buch. Im gleichen Jahr brachte er mit Exploration Fawcett ein weiteres literarisches Werk heraus. Hierfür orientierte er sich an Manuskripten, Briefen, Protokollen und Fahrtenbüchern seines Vaters. So fanden dessen Reisen doch noch ein großes Publikum.

## Symbol der Unterhaltungskultur
Percy Harrison Fawcetts Bericht seiner zweiten Südamerika-Reise diente wie erwähnt Arthur Conan Doyle als Vorlage für seinen Roman Die vergessene Welt. Darüber hinaus ist es wahrscheinlich, dass die in diesem ersten Buch der fünfteiligen Professor-Challenger-Reihe erstmals auftauchende literarische Figur des Großwildjägers Lord John Roxton, der den Professor auf der Reise in die vergessene Welt begleitet, ebenfalls an Fawcett angelehnt ist. Allerdings vertreten einige Literaturwissenschaftler die Meinung, dass eher Roger Casement, ein enger Freund Doyles, das Vorbild gewesen sei.
Außerdem wird gemutmaßt, dass sich George Lucas für seine berühmte Spielfilmfigur Dr. Henry Jones Jr., besser bekannt unter dem Namen Indiana Jones, von Fawcett inspirieren ließ.
Im 1991 veröffentlichten Abenteuerroman Indiana Jones und die Herren der toten Stadt begibt sich Indiana Jones in Brasilien auf die Suche nach Fawcett und gelangt in die von diesem gesuchte Stadt.
Im Jahr 2003 strahlte ein russischer Fernsehsender den Dokumentarfilm Проклятье золота инков / Экспедиция Перси Фоссета в Амазонку (de.: Der Fluch des Goldes der Inka / Expedition von Percy Fawcett zum Amazonas) als Teil der Serie Тайны века (de.: Geheimnisse des Jahrhunderts) aus. Er behandelte die zu jener Zeit gerade abgeschlossene Reise Oleg Aliyevs zu dem Ort, an dem Percy Fawcett angeblich zum letzten Mal gesehen wurde, und erläuterte deren Ergebnisse sowie die Eindrücke von Aliyev und dessen Vermutungen über das Schicksal des Briten. Der Film ist mittlerweile auch auf DVD erschienen.
Im Jahr 2009 erschien das von David Grann verfasste Sachbuch Die versunkene Stadt Z, in dem der US-Journalist seine Eindrücke der Reise zum Stamm der Kalapalo und den aktuellen Stand der Forschung im Fall Fawcett zusammenfasste. Basierend auf diesem Buch entstand der US-Kinofilm Die versunkene Stadt Z, der in Deutschland, der Schweiz und Österreich Ende März 2017 in die Kinos kam. James Gray verfasste das Drehbuch und führte Regie. Die Hauptrollen spielen Charlie Hunnam und Tom Holland als Percy und Jack Fawcett.
Das im Jahr 2018 erschienene Computerspiel Shadow of the Tomb Raider, in welchem die Protagonistin Lara Croft u. a. den peruanischen Dschungel erkundet, thematisiert die Mysterien um den Verbleib von Fawcetts Forschungsgruppe in einer Nebengeschichte.

### Publikationen
- Percy Harrison Fawcett (Verf.), Brian Fawcett (Bearb.): Exploration Fawcett. Hutchinson, 1953. (englischsprachige Originalausgabe)

- Exploration Fawcett. Weidenfeld & Nicolson History, 2001, ISBN 978-1-84212-468-0. (englischsprachige Neufassung)

- Percy Harrison Fawcett (Verf.), Brian Fawcett (Bearb.): Lost trails, Lost Cities. Funk & Wagnalls, 1953. (englischsprachige Originalausgabe)

- Percy Harrison Fawcett (Verf.), Brian Fawcett (Bearb.), Heinrich Pleticha (Hrsg.): Geheimnisse im brasilianischen Urwald. Edition Erdmann, 1996, ISBN 978-3-86503-229-4. (deutschsprachige Übersetzung)

### Sekundärliteratur und Rezeption
- George M. Dyott: Man Hunting in the Jungle: Being the Story of a Search for Three Explorers Lost in the Brazilian Wilds. Bobbs-Merril Company, 1930
- Peter Fleming: Brazilian Adventure. Scribner’s, 1933, Northwestern University Press, 1999, ISBN 0-8101-6065-X
  - In Deutsch: Brasilianisches Abenteuer. Piper Abenteuer. Bd. 1436. Piper, München 1992, ISBN 3-492-11436-9
- Robert Churchward: Wilderness of Fools. An account of the Adventures in Search of Lieut.-Colonel P. H. Fawcett. Routledge, 1936
- Robert Churchward: Explorer. Thomas Nelson, 1957
- Karen Farrington: Historical Atlas of Expeditions. Checkmark Books, 2000, ISBN 0-8160-4432-5 (englischsprachige Originalausgabe)
  - In Deutsch: Atlas der Expeditionen. Tosa, 2001, ISBN 3-85492-469-0
- David Grann: The Lost City of Z. Simon & Schuster, London 2009, ISBN 1-84737-436-0
  - In Deutsch: Die versunkene Stadt Z. Expedition ohne Wiederkehr – das Geheimnis des Amazonas. Kiepenheuer & Witsch, Köln 2010, ISBN 3-462-04199-1; als TB Goldmann Verlag, München 2011, ISBN 978-3-442-15666-5
- Percy Fawcett – Un monument de l'Exploration et de l'Aventure en Amérique Latine – Expédition du Rio Verde – bilingue français espagnol. La Gazette des Français du Paraguay, № 6, Année 1, Asunción
- Tim Healey, Andreas Held (Übers.): Entdecker und Abenteurer. Reihe: Unser 20. Jahrhundert. Verlag Reader’s Digest – Das Beste, Stuttgart 1999, ISBN 3-87070-830-1 (mit zahlr. Abb. - Aus dem Englischen)
- Andrew Lees: Brazil That Never Was, La Vergne: Notting Hill Editions, 2020, ISBN 978-1-912559-21-3